# Dachsteingebirge
Das Dachsteingebirge (auch Dachsteinmassiv, Dachsteingruppe oder nur Dachstein) ist ein Teil der Nördlichen Ostalpen. Es liegt in drei österreichischen Bundesländern: im Osten und Süden in der Steiermark, im Westen in Salzburg und in der Mitte und im Norden in Oberösterreich.
Die höchste Erhebung ist mit 2996 m ü. A. der Hohe Dachstein, der zugleich höchster Berg von Oberösterreich und der Steiermark ist. Das stark verkarstete Gebirge besteht vorwiegend aus Dachsteinkalk, ist geologisch vollumfänglich den Nördlichen Kalkalpen zugehörig und teilweise vergletschert. Im Dachsteingebirge liegt die östlichste und gleichzeitig flächenmäßig größte Gletschergruppe der Nördlichen Kalkalpen. Das Gebiet entwässert größtenteils unterirdisch und ist von mehreren großen Höhlen durchzogen, darunter die drittlängste Höhle Österreichs, die Hirlatzhöhle mit über 112 Kilometern Länge. Das weitgehend naturnahe Gebiet mit seiner stark gegliederten Höhenzonierung bietet Lebensräume für viele Tier- und Pflanzenarten und steht größtenteils unter Naturschutz. Durch Schutzhütten, ein großes Wegenetz und mehrere Wintersportgebiete ist das Dachsteingebirge für den Tourismus erschlossen. Die Besiedlungsgeschichte des Dachsteingebirges und des Inneren Salzkammerguts ist vom prähistorischen Salzbergbau in Hallstatt geprägt und reicht bis 5000 v. Chr. zurück. Der Großteil des Dachsteingebirges ist zusammen mit dem Inneren Salzkammergut Teil des UNESCO-Welterbes Kulturlandschaft Hallstatt–Dachstein/Salzkammergut.

## Geographie

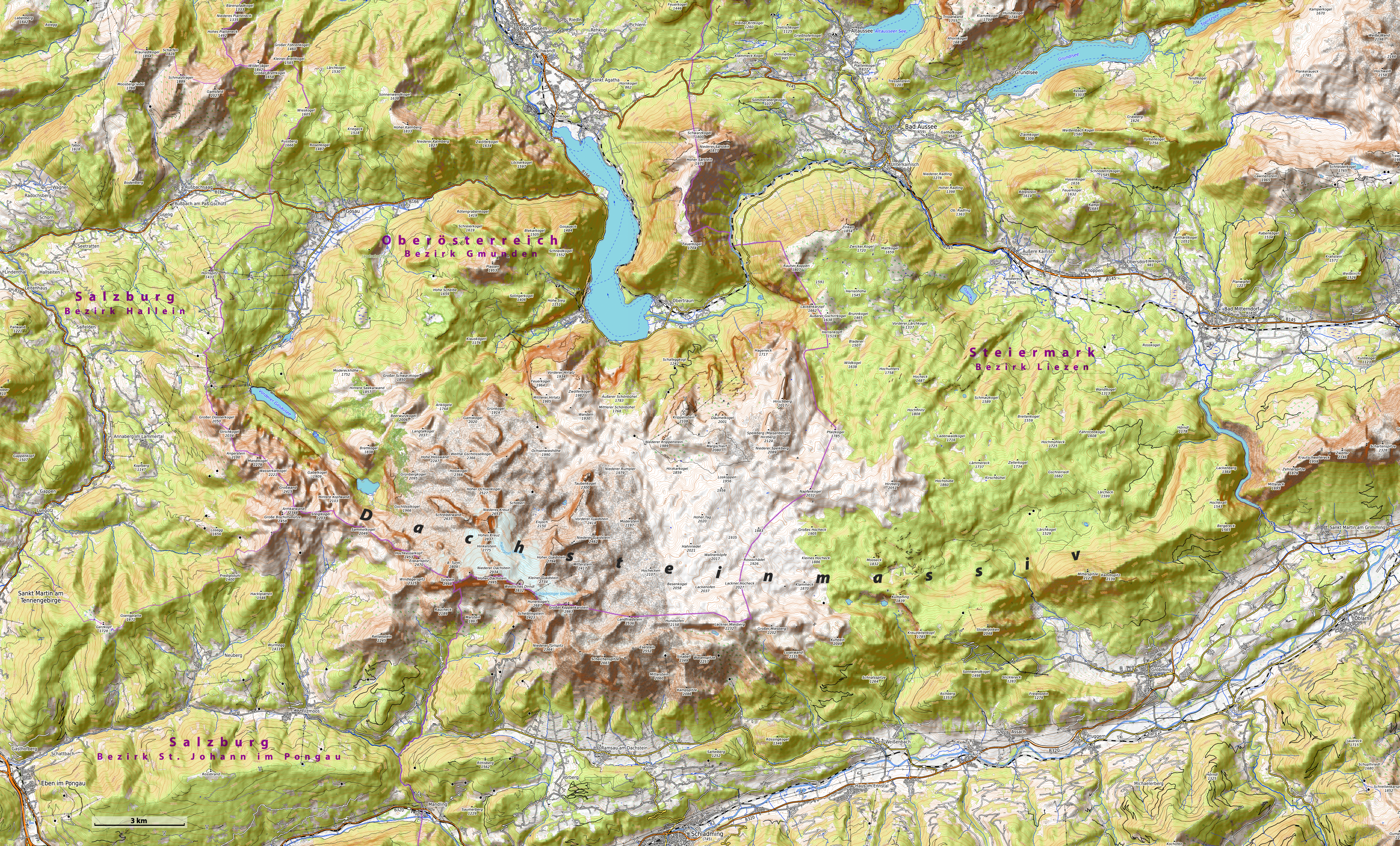
Topografische Karte des Dachsteinmassivs

### Umgrenzung
Die Grenzziehung folgt der Landschaftsgliederung der Steiermark sowie der Alpenvereinseinteilung der Ostalpen (AVE). Das Dachsteingebirge hat die Nummer 14. Obwohl der Sarstein im Norden als auch der Grimming im Osten durch tiefe Durchbruchstäler vom Hauptmassiv getrennt sind, gehören sie zum Dachsteingebirge. Das kann sich vom alltäglichen Sprachgebrauch unterscheiden, in dem beide Bergstöcke nicht zum Dachstein gezählt werden.
Die Begrenzung verläuft von Gosauzwang bei Hallstatt dem Gosaubach entlang nach Gosau und über den Pass Gschütt nach Rußbach am Paß Gschütt, weiter dem Rußbach entlang bis zu dessen Einmündung in die Lammer. Das Lammertal bildet die Westgrenze bis Lungötz. Von dort verläuft die Grenze über den Marcheggsattel nach Filzmoos. Die Südgrenze ergibt sich aus der Linie Filzmoos – Ramsau am Dachstein – Weißenbach an der Enns, der Enns entlang bis zur Einmündung des Grimmingbachs. Von dort verläuft die Ostgrenze dem Grimmingbach entlang bis nach Bad Mitterndorf. Die Nordgrenze führt von Bad Mitterndorf zur Kainischtraun und folgt dem Flussverlauf bis nach Bad Aussee. Über den Pötschenpass zum Hallstätter See wird die Grenze geschlossen. Verwaltungsmäßig ist das Gebiet auf die Bezirke Gmunden, Hallein, St. Johann im Pongau und Liezen aufgeteilt.
Das Dachsteingebirge hat eine maximale Ausdehnung zwischen Lungötz im Lammertal im Westen und der Einmündung des Grimmingbachs in die Enns im Osten von 52 und von Nord nach Süd von 23 Kilometern; es umfasst eine Gesamtfläche von 772 km². Das Gebirge ist eines der größten geschlossenen Karstareale Österreichs.

### Verkehr
Im Norden verläuft vom Nordufer des Hallstättersees über Bad Mitterndorf bis nach Trautenfels die Salzkammergutstraße, die dort in die Ennstal-Straße mündet und bis nach Altenmarkt im Pongau führt, wo sich ein Anschluss an die Tauern Autobahn befindet. Die Salzkammergutbahn verläuft weitgehend parallel zur Salzkammergutstraße und mündet bei Stainach-Irdning in die Ennstalbahn, die ebenfalls bis Altenmarkt im Pongau führt. Die Pass Gschütt Straße und die Lammertal Straße erschließen das Gebiet im Westen. Am Westufer des Hallstätter Sees verläuft die Hallstätterseestraße L547. Sie führt durch das Tal der Koppentraun über den Koppenpass und verbindet das Innere Salzkammergut mit dem Ausseerland und wird auf steirischer Seite als Koppenstraße L701 bezeichnet. Mehrere Mautstraßen führen im Süden vom Tal auf das Dachsteingebirge, von Gröbming die Stoderzinken Alpenstraße bis auf 1800 m Höhe, von Ramsau am Dachstein die Dachsteinstraße zur Talstation der Dachstein-Südwandbahn auf 1700 m und von Filzmoos die Mautstraße Hofalm auf die Oberhofalm.
Das Gebiet ist durch drei Luftseilbahnen erschlossen. Die Dachstein Krippenstein-Seilbahn in Obertraun führt in drei Teilstrecken von Norden auf das Dachsteinplateau. Die Dachstein-Südwandbahn in Ramsau am Dachstein überwindet von Süden ohne eine einzige Stütze 1000 m und endet am Hunerkogel (2687 m) am Dachsteinplateau. Die Gosaukammbahn erschließt das Gebiet des Gosaukamms touristisch.

### Gliederung und Gipfel
Das Dachsteingebirge wird in ein zentrales Massiv (Hauptmassiv und Dachsteinplateau) und mehrere Randgruppen unterteilt. Der Gosaukamm im Nordwesten wird durch die Linie Filzmoos – Hinterwinkel – Reißgangscharte – Hinterer Gosausee vom zentralen Teil getrennt. Im Norden befindet sich der Plassenstock mit dem Plassen, der durch die Linie Gosaubach – Plankensteinalm – Echerntal bei Hallstatt abgegrenzt ist. Der Grenzverlauf Koppenwinkellacke – Landfriedalm – Ödensee trennt das Koppengebirge im Nordosten vom Plateau ab. Das Durchbruchstal der Koppentraun trennt den Sarstein vom Hauptmassiv. Das Kemetgebirge im Südosten bildet ebenfalls eine eigenständige Randgruppe. Im äußersten Osten trennt das Durchbruchstal des Salzabachs den Grimming vom Kemetgebirge. Im Süden schließt das Scheichenspitzmassiv mit der namensgebenden Scheichenspitze an. Im Südwesten wird der Rötelstein (Rettenstein) mit seinen Vorbergen ebenfalls als Randgruppe abgetrennt.
Gipfel des Dachsteingebirge (Auswahl):
| Gipfel              | Höhe |
| ------------------- | ---- |
| Große Bischofsmütze | 2458 |
| Großwand            | 2415 |
| Däumling            | 2322 |
| Mandlkogel          | 2279 |
| Angerstein          | 2100 |

| Gipfel                | Höhe |
| --------------------- | ---- |
| Hoher Dachstein       | 2995 |
| Torstein              | 2948 |
| Mitterspitz           | 2925 |
| Großer Koppenkarstein | 2865 |
| Hoher Gjaidstein      | 2794 |

| Gipfel          | Höhe |
| --------------- | ---- |
| Scheichenspitze | 2667 |
| Eselstein       | 2552 |
| Sinabell        | 2349 |
| Kammspitz       | 2139 |
| Stoderzinken    | 2048 |

### Topographie
Typisch für das Dachsteingebirge ist das große Kalkkarst-Plateau mit Hochgebirgs- und auch Mittelgebirgscharakter. Das Gebirge steigt im Westen steil vom Vorderen Gosausee von etwa 940 m ü. A. zum Gipfel des Großen Donnerkogels (2050 m ü. A.) auf und setzt sich im Gosaukamm nach Südost gratartig fort. Die Abstürze sind sehr steil, felsig und haben in der Großen Bischofsmütze 2458 m ü. A. ihren höchsten Punkt. Ab der Reißgangscharte weitet sich das Gebirge zu einem großen Plateau, das sich durchwegs über 2000 m ü. A. befindet. Am Südrand des Plateaus befinden sich die drei höchsten Erhebungen des Dachsteingebirges: Hoher Dachstein 2995 m ü. A., Torstein 2948 m ü. A. und Mitterspitz 2925 m ü. A. Die hier senkrecht abfallenden Südwände erreichen 1000 Meter Höhe. Die Gipfel werden nach Osten niedriger und erreichen im Eselstein noch einmal 2552 m ü. A. Nach Norden schließt die Hochfläche „Am Stein“ an, die sich bis zum rund 8 km entfernten Hohen Krippenstein 2108 m ü. A. ausdehnt und steil nach Norden ins Trauntal 500 m ü. A. abfällt. Vom Eselstein ostwärts fällt das Gebirge markant ab und unterschreitet beim Ahornsee bereits 1500 m ü. A. Den östlichen Ausläufer bildet das kammartige Kemetgebirge, das den höchsten Punkt im Kammspitz 2139 m ü. A. hat, bevor es zum Salza-Stausee abfällt. Den östlichen Endpunkt bildet der Grimming 2351 m ü. A. Am gesamten Plateau ist eine alpine Karren- und Dolinenlandschaft ausgebildet.

### Vergletscherung
Im Dachsteingebirge befindet sich die östlichste und tiefstgelegene Gletschergruppe der Alpen sowie die größte der Nördlichen Kalkalpen. Die Gletscher sind keine Überreste des eiszeitlichen Traungletschers, denn im wärmsten Abschnitt des Holozäns, dem Atlantikum, war das Dachsteingebirge sehr wahrscheinlich komplett eisfrei. Die heutige Vergletscherung baute sich danach wieder erneut auf. Die drei größten Gletscher sind Hallstätter Gletscher, Großer Gosaugletscher und Schladminger Gletscher. Die sehr kleinen Gletscher Schneelochgletscher, Kleiner Gosaugletscher und Nördlicher Torsteingletscher zeigen noch eine aktive Fließbewegung und Spaltenbildung, die eine Bezeichnung als Gletscher rechtfertigen. Seit dem Hochstand in der Mitte des 19. Jahrhunderts unterliegen die Dachsteingletscher mit Ausnahme kurzer Vorstoßperioden um 1920 und um die Mitte der 2. Hälfte des 20. Jahrhunderts einem kontinuierlichen Rückgang. So sind der Südliche Torsteingletscher und der Edelgrießgletscher aufgrund der fehlenden Aktivität als Firnfelder oder Toteis zu bezeichnen. Gut erhaltene Moränenreste des Gletschervorstoßes von 1850 finden sich südlich der Eisseen und bei der Adamekhütte.

### Gewässer

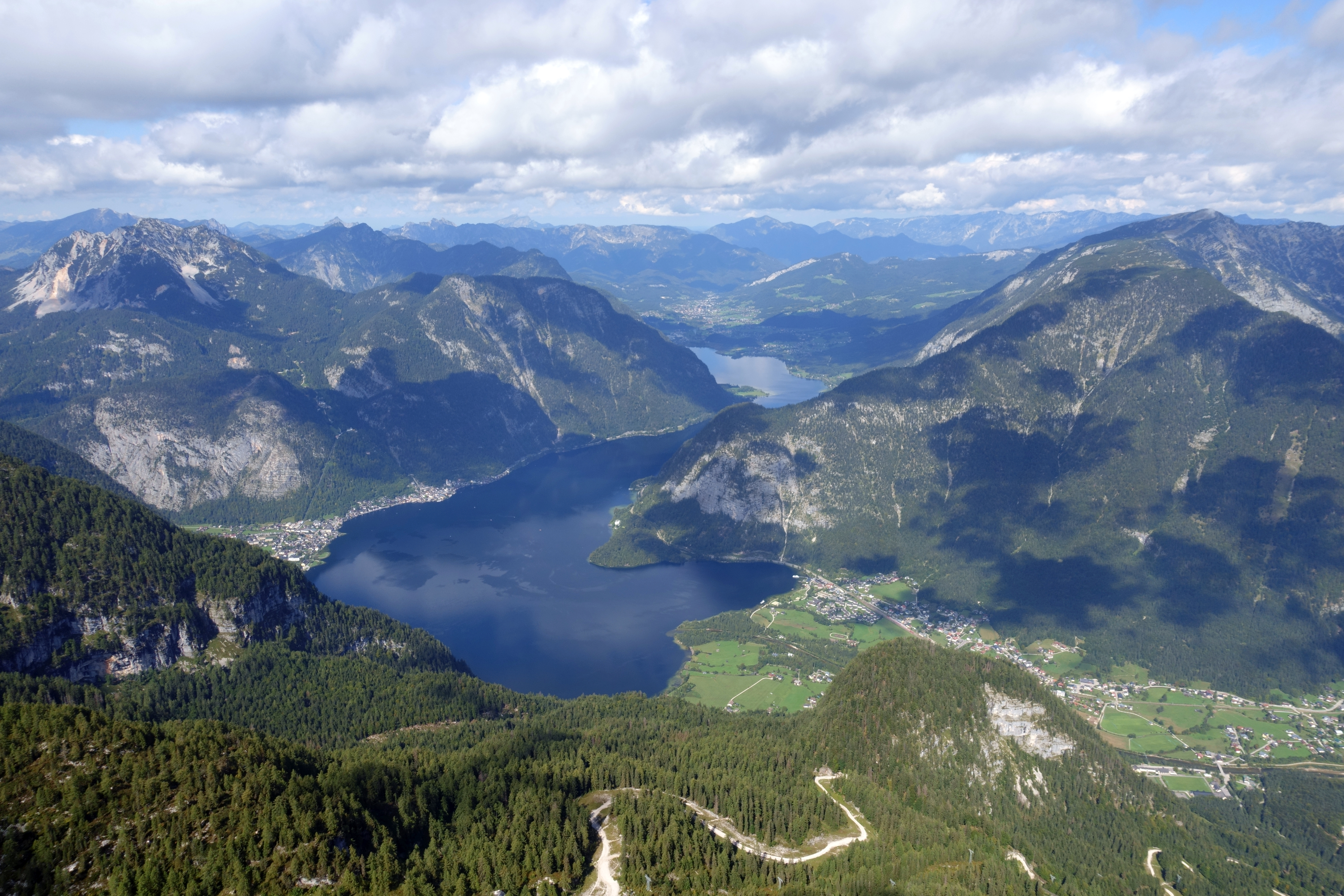
Blick vom Krippenstein auf den Hallstätter See. Links der Plassen. Rechts der Sarstein

Der Großteil des Dachsteingebirges entwässert nach Norden über die Traun. Im Ödensee entspringt mit der Ödensee Traun ein wichtiger Zufluss der Traun im Oberlauf. Das westliche Gebiet vom Pass Gschütt bis zum Marcheggsattel entwässert in die Salzach. Das Gebiet vom Marcheggsattel bis zum Grimmingbach entwässert nach Süden in die Enns.
Am Nordfuß des Gebirges liegen der Hallstätter See, die Gosauseen und der Ödensee. In den Hochlagen befinden sich mehrere abflusslose Trogseen wie der Ahornsee, der Grafenbergsee und etliche kleinste Bergseen wie die Hirzkarseelein. Die Eisseen bilden die Gletscherendseen des sich zurückziehenden Hallstätter Gletschers.

## Geologie

### Tektonik
Tektonisch besteht das Dachsteingebirge aus einer mächtigen Falte der Dachsteindecke, wobei im Süden die Deckenstirn zutage tritt und gegen Norden treppenförmig zu den Voralpen hin bis unter das Niveau des Hallstätter Sees abfällt. Die Dachsteindecke wird der juvavischen Deckeneinheit (Juvavikum) zugerechnet und erreicht eine Mächtigkeit bis zu 2500 m. Westlich von Hallstatt liegen, inmitten von Gesteinen der Dachsteindecke, die komplex aufgebauten Plassen-Schollen, die mitsamt ihrer Haselgebirgsbasis der Dachsteindecke auflagern.

### Lithostratigraphie

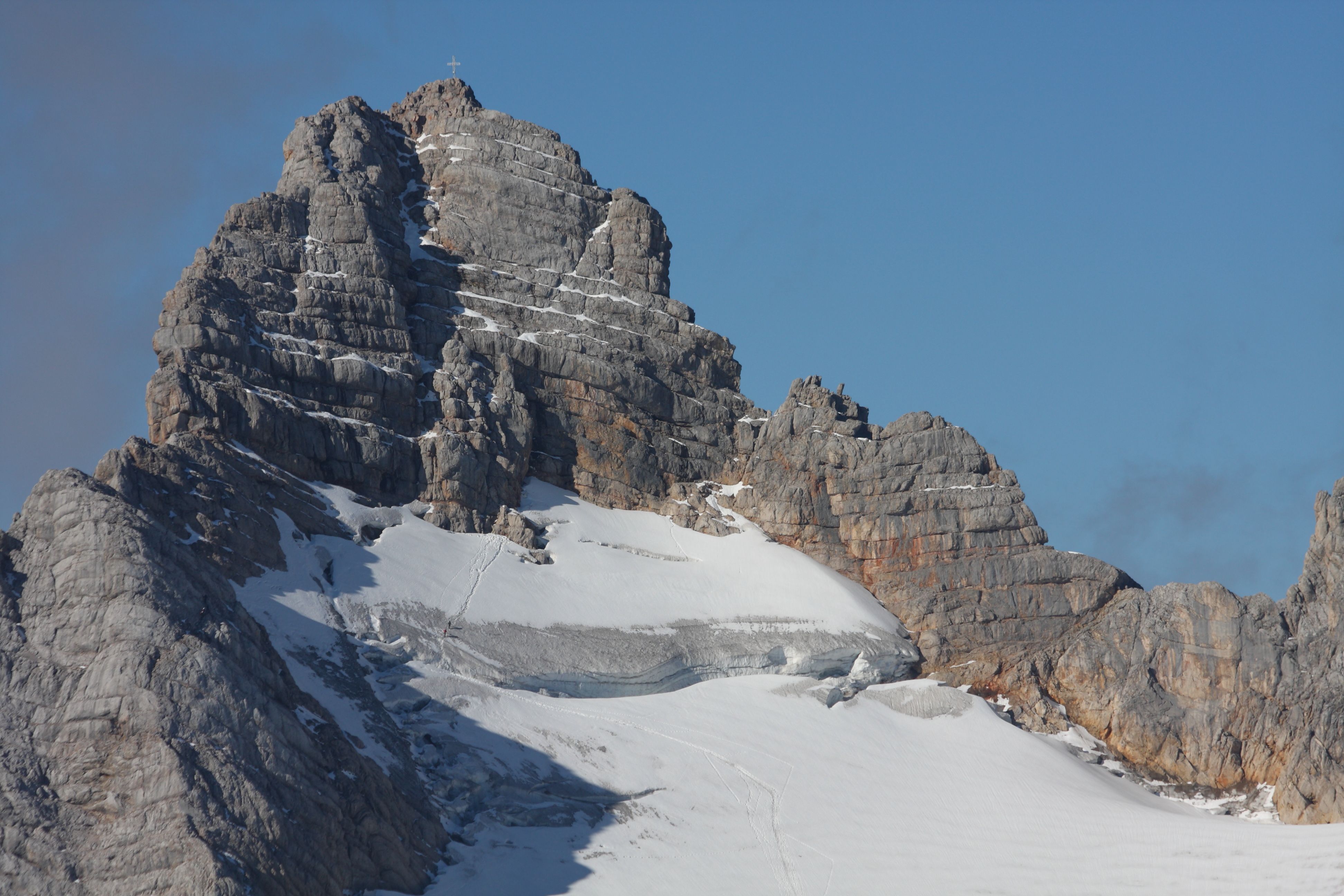
Gebankter Dachsteinkalk des Hohen Dachsteins

Lithostratigraphisch bestehen die Gesteine des Dachsteingebirges überwiegend aus mesozoischen Kalken und Dolomiten der Trias, die vor rund 240 bis 200 Millionen Jahren abgelagert wurden. Salzführendes Haselgebirge (Perm) tritt besonders im Salzkammergut auf, wo sich auch der Hallstätter Salzberg befindet.
Die Werfen-Formation (Skythium) bildet die Basis des Gebirges. Sie tritt im Gebiet vom Lammertal bis zum Brandriedl zutage. Die Gutenstein-Formation (Anis) befindet sich südlich des Rauchecks sowie rund um den Plassen. Am Südfuß des Solingerkogels erreicht sie eine Mächtigkeit von mehr als 200 m. Hallstätter Kalke (Anis bis unteres Karn) bilden mehrere Kogel im Salzberg-Hochtal. Sie sind für ihren außerordentlichen Fossilienreichtum, insbesondere Ammoniten, bekannt. Wettersteindolomit und -kalk (Ladin) bilden die unteren Wandpartien der Südabstürze des zentralen Massivs sowie die höchsten Gipfel im Scheichenspitzmassiv ostwärts bis zum Kemetgebirge. Wettersteindolomit- und kalk erreichen eine Mächtigkeit von bis zu 1000 m. Der Hauptdolomit (Nor) bildet den Sockel des Zinken. Der Dachsteinkalk (Nor bis Rhaet) bildet die Hauptmasse der Dachsteindecke und erreicht eine Mächtigkeit von bis zu 1500 m. Gebankter Dachsteinkalk ist das Charaktergestein des Dachsteingebirges und baut alle Wände und Hochflächen des zentralen Massivs auf. Sarstein und Grimming bestehen ebenfalls aus Dachsteinkalk. Der Dachstein-Riffkalk bildet den Gosaukamm sowie das Gebiet vom Vorderen Gosausee bis zum Schwarzkogel.
Kalke aus dem Jura spielen im Dachsteingebirge eine untergeordnete Rolle. Stellenweise liegt rötlicher, fossilreicher Hierlatzkalk (Unterjura) dem Dachsteinkalk auf. Der Plassenkalk (Kimmeridgium) bildet die Gipfelkuppen des Plassen und des Rötelsteins. Kreidezeitliche (Maastrichtium - Santonium) Ablagerungen befinden sich mit der Gosau-Gruppe im Gosautal und östlichen Lammertal.
Bevor sich das Dachsteingebirge im Miozän zum Hochgebirge hob, war es von einer vermutlich kilometermächtigen Schüttung aus Augensteinschotter bedeckt. Diese aus Quarz-Geröllen bestehenden Ablagerungen sind Verwitterungsreste, die aus den Zentralalpen stammen. Durch die Kippung des Massivs nach Norden und die erosive Kraft der Gletscher wurden diese Schotter in die Molassezone verschwemmt. Nur in geschützten Dolinen und Höhlen konnten sich Augensteine erhalten. Typlokalität dieser Ablagerungen ist die Augensteindl-Grube etwa 1 km südsüdöstlich der Gjaidalm.

### Ehemalige Vergletscherung

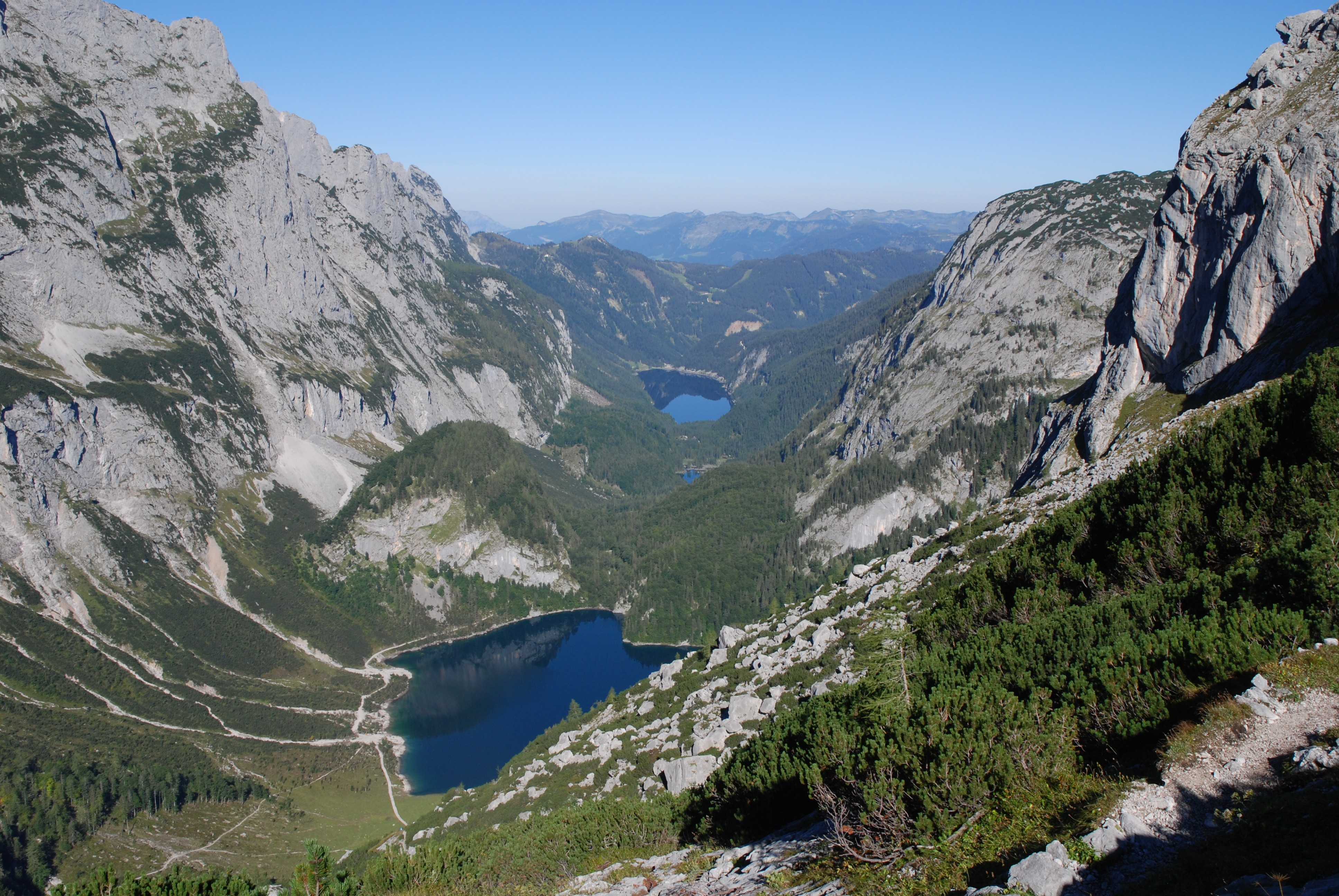
Trogschluss des Gosautals mit Hinterem Gosausee, Gosaulacke und Vorderem Gosausee, Blick von Südosten

Das Dachsteingebirge war während der Eiszeiten immer vergletschert, wobei das Plateau als Nährgebiet für ausgedehnte Eisströme diente. Der mächtige Traungletscher, der vom Dachstein kommend durch das Trauntal nach Norden floss, drang weit ins Alpenvorland vor. Am Höhepunkt der jeweiligen Vereisung erfüllten große Eismassen die Täler und reichten immer wieder bis auf rund 1700 m ü. A. Nur noch die höchsten Gipfel ragten als Nunatakker aus den Eisströmen heraus. An den Flanken schürfte das Eis Kare und Trogtäler aus. In den Tälern entstanden übertiefte Becken, die heute von Seen und deren Ablagerung ausgefüllt werden. Dies sind etwa die Zungenbecken des Hallstätter Sees und des Hinteren Gosausees. Während der Eiszeiten war das enge Koppental von großen Eismassen verstopft und konnte nicht vom Traungletscher durchflossen und zu einem U-förmigen Trogtal überformt werden. Es behielt daher seinen ursprünglichen, durch Flusserosion entstandenen V-förmigen Querschnitt. Im Spätglazial, vor etwa 16.000 Jahren, erfolgte ein letzter kräftiger Gletschervorstoß. Dabei entstand der Moränenwall, der den Vorderen Gosausee abdämmt.

### Hydrogeologie
Die tiefgründig verkarsteten Kalke entwässern größtenteils unterirdisch. So befinden sich in den Hochlagen keine größeren oberflächlichen Abflüsse. Der Großteil des Regen- und Schmelzwassers versickert in den Spalten und Dolinen des Kalkgesteins und sammelt sich in ausgedehnten Höhlensystemen. Die Kalke werden von Grundwasser stauenden Werfener Schichten und Haselgebirge unterlagert. Diese tonig-mergligen Ablagerungsgesteine und das Einfallen der Dachsteindecke nach Norden erzwingen zahlreiche Quellaustritte am Nordfuß des Dachsteingebirges, insbesondere vom Echerntal bis zur Koppenwinkelalm. Wie diverse Tracerversuche zeigten, entwässert der Großteil des Gebietes zu diesen Quellen. Die ergiebigste ist die Großquelle Waldbachursprung mit einer durchschnittlichen Schüttungsmenge von 3.100 l/s. Weitere wichtige Quellen sind der Hirschbrunn am Hallstätter See, die Koppenbrüllerhöhle und der Ödensee. Die Tracerversuche zeigten auch, dass erste Spuren der Markierungsstoffe die Quellen bereits nach Stunden oder wenigen Tagen erreichten.

### Höhlen

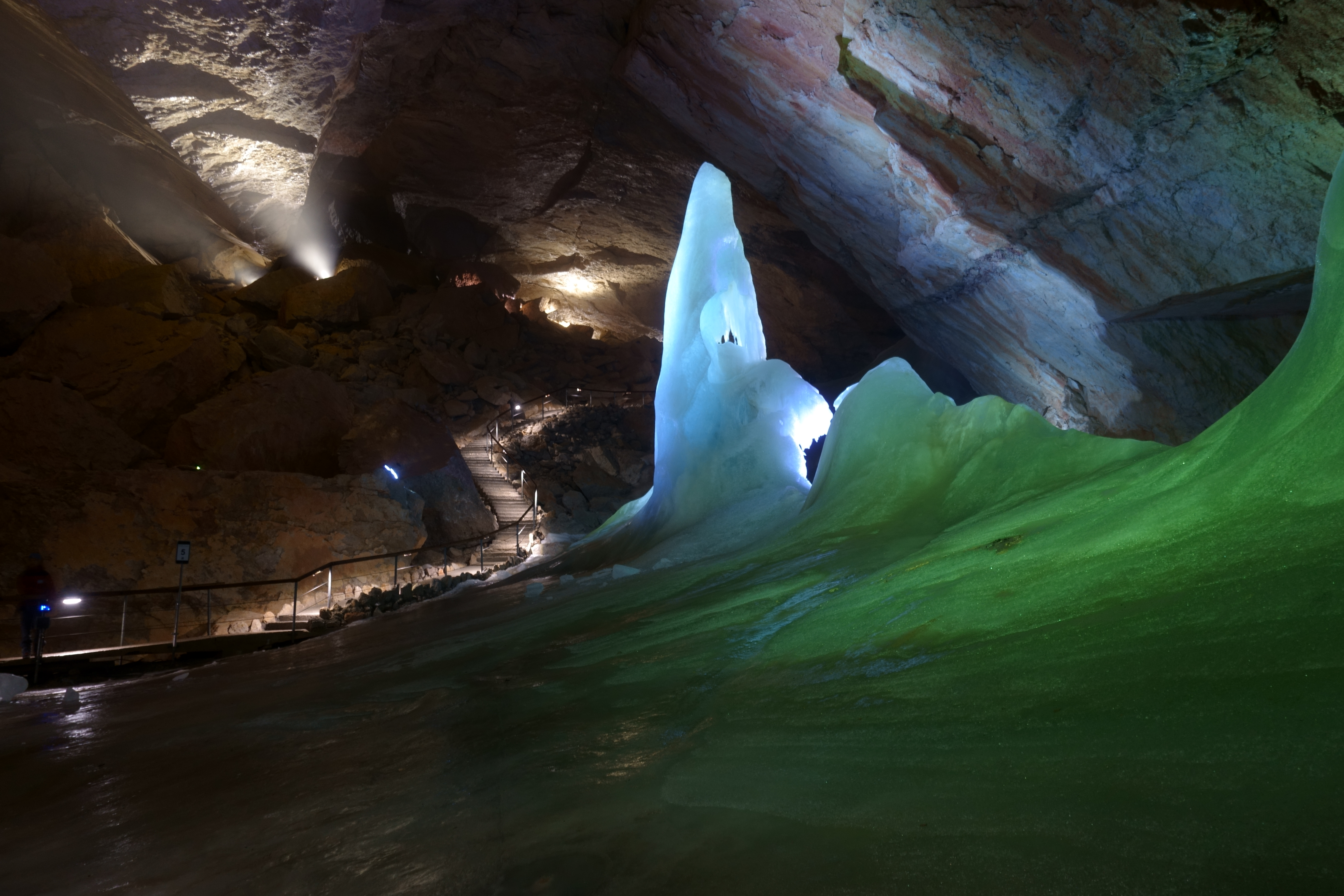
Schauhöhlenbereich der Dachstein-Rieseneishöhle

Der gut verkarstungsfähige Dachsteinkalk bietet im Zusammenwirken mit dem übrigen Trennflächengefüge besonders günstige Voraussetzungen für die Höhlenbildung. Mit Stand 2002 sind in der Untergruppe 1540 (Dachstein) des Österreichischen Höhlenverzeichnisses über 600 Höhlen verzeichnet. Mit vermessenen 112.929 m ist die Hirlatzhöhle (Kat.Nr. 1546/7) die längste Höhle im Gebiet und die drittlängste Höhle Österreichs. Von besonderer Bedeutung sind die Dachstein-Mammuthöhle (Kat.Nr. 1547/9), die Dachstein-Rieseneishöhle (Kat.Nr. 1547/17) auf der Schönbergalm und die Koppenbrüllerhöhle (Kat.Nr. 1549/1), die als Schauhöhlen für den Tourismus erschlossen sind.
Vor etwa 10 Millionen Jahren begann eine Periode, in der die mittleren und östlichen Kalkalpen starker Hebung bis zum heutigen Hochgebirge ausgesetzt waren. Die Hebung erfolgte nicht kontinuierlich, wie sich aus den Höhlensystemen ableiten lässt. Im Dachsteingebirge existiert eine deutliche Höhenzonierung der Höhlengänge, die sich in drei Niveaus einteilen lässt, die mit der Lage des damaligen Karstwasserspiegels zusammenhängen. Das Ruinenhöhlen-Niveau im Bereich der Dachstein-Hochfläche ist im frühen Oligozän entstanden, das darunter liegende Riesenhöhlen-Niveau mit Hirlatzhöhle, Dachstein-Mammuthöhle und -Rieseneishöhle im Obermiozän. Das plio- bis pleistozäne Quellhöhlenniveau mit der nahe gelegenen Koppenbrüllerhöhle zeigt den heutigen Karstwasserspiegel an. Die horizontalen Höhlen-Gangsysteme bildeten sich zu Zeiten tektonischer Ruhe, weil sie lange Zeit zur Bildung beanspruchen. Dazwischen lagen Zeiten rascher Hebung, in denen vor allem vertikal Höhlenstrecken entstanden. Die meisten Höhleneingänge liegen in einer Höhenlage von 1500 m ü. A. und 2000 m ü. A.
1949 wurde auf der Schönbergalm der Verband Österreichischer Höhlenforscher gegründet.
| Name                  | Kat.-Nr. | Vermessungslänge [m] | Vertikalerstreckung [m] |
| --------------------- | -------- | -------------------- | ----------------------- |
| Hirlatzhöhle          | 1546/7   | 112929               | 1560                    |
| Dachstein-Mammuthöhle | 1547/9   | 67437                | 1207                    |
| Südwandhöhle          | 1543/28  | 10904                | 509                     |
| Schönberghöhle        | 1547/70  | 9308                 | 275                     |
| Voodoo-Canyon         | 1543/225 | 4354                 | 723                     |

## Paläontologie

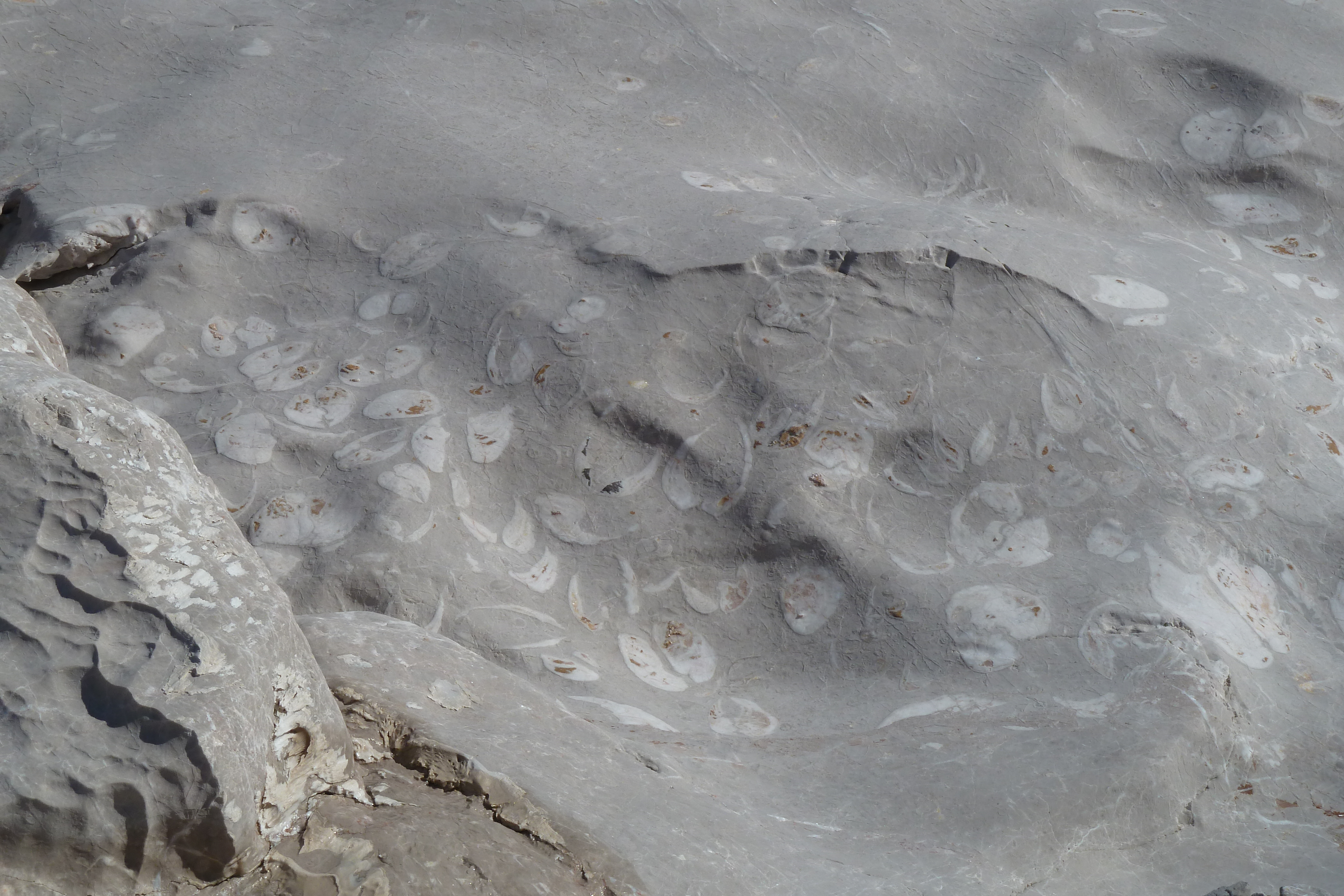
Megalodonten unterhalb des Großen Gosaugletschers

Im Hallstätter Kalk hatten die Ammoniten eine Blütezeit und für die Paläontologen gehört der Bereich um das Salzberg-Hochtal zu den weltweit interessantesten Ammonitenfundstellen der Triaszeit. Im Jahr 1849 wurde von Franz von Hauer, zu Ehren seines Gönners Klemens Wenzel Lothar von Metternich, die Art Pinacoceras metternichi beschrieben. Diese Arbeit wird als der Beginn der paläontologischen Forschung in Österreich angesehen. Die mehrbändige Monographie Das Gebirge um Hallstatt von Edmund Mojsisovics von Mojsvár gilt als das größte Werk über die Paläontologie der Ostalpen und beschreibt die einzigartige Artenvielfalt der Ammoniten im Hallstätter Kalk.
Typische Fossilien im gebankten Dachsteinkalk sind die sogenannten Megalodonten, eine als Dachstein-Bivalven bezeichnete Gruppe von Riesenmuscheln, die mit mehreren Gattungen wie Neomegalodus und Conchodus vertreten ist. Im Volksmund werden sie als Kuhtritte bezeichnet, da die beiden Schalen im Allgemeinen noch beisammen liegen und somit an der Gesteinsoberfläche einen hufartigen oder herzförmigen Querschnitt zeigen. Eine bekannte Fossilfundstätte befindet sich nahe dem Torstein-Eck, wo der Linzer-Weg direkt über eine rund ein Meter breite, stellenweise unterbrochene, aber insgesamt etwa 100 m lange Megalodontenbank hinwegführt. Bei dieser Fossilienanhäufung, die bei Einheimischen Gosauer Fischzug genannt wird, handelt es sich um Brandungsmaterial, da die Schalenhälften getrennt und häufig zertrümmert sind.

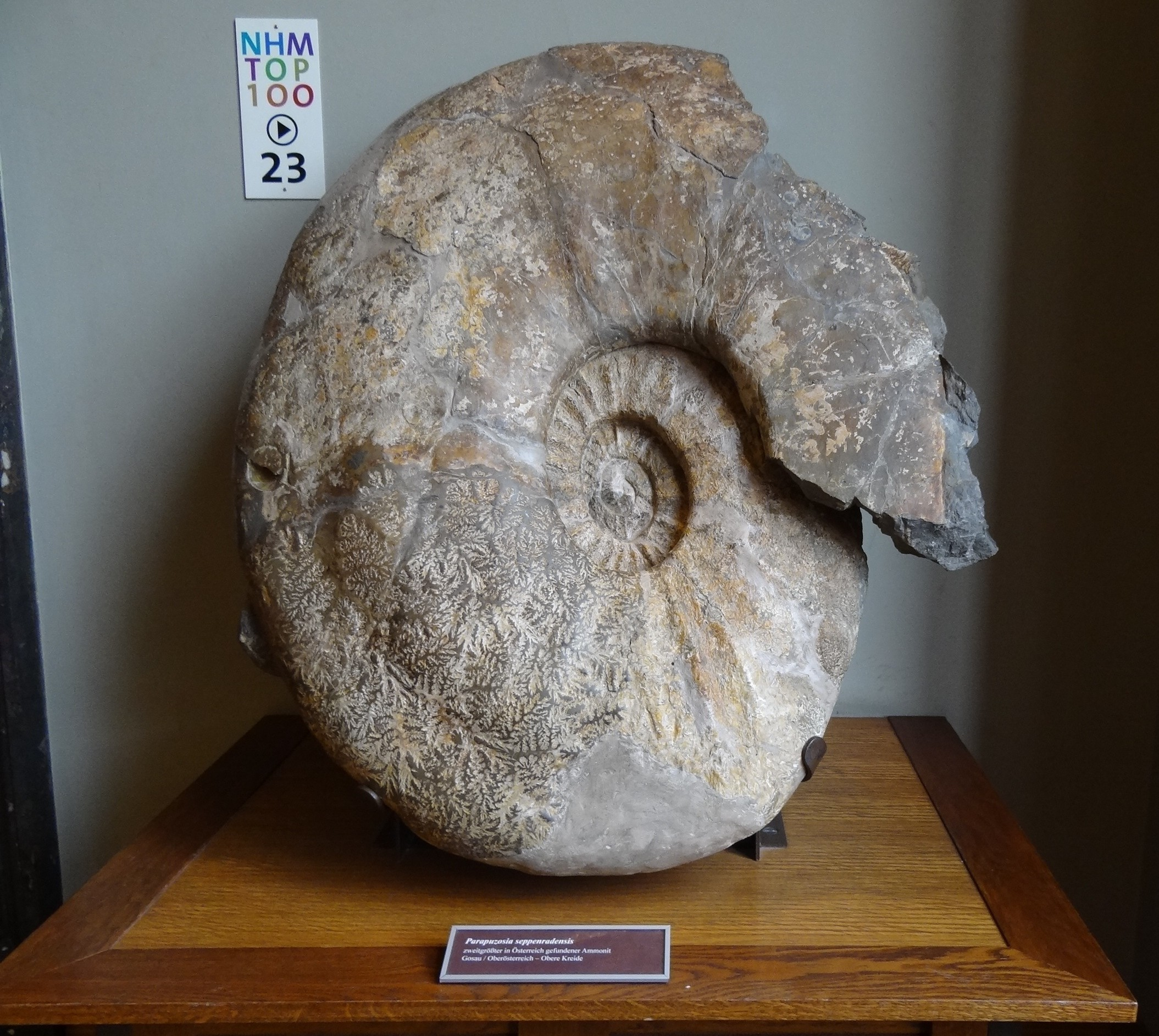
Ammonit Parapuzosia seppenradensis aus der Gosau-Gruppe im Wiener Naturhistorischen Museum: Höhe 95 cm, Gewicht 180 kg

Die Gesteine der Gosau-Gruppe sind ebenfalls stark fossilienführend. Vor allem Taxa von Ammoniten, Gastropoda (Schnecken) und Muscheln treten auf. 1971 wurde beim Anlegen einer Forststraße am Finstergrabenwandl im Gemeindegebiet von Gosau ein sehr großes Exemplar des Ammoniten Parapuzosia seppenradensis aus der Hochmoos-Formation (Santonium) geborgen. Mit etwa 95 cm Durchmesser und 180 kg Gewicht handelt es sich um den zweitgrößten je in Österreich gefundenen Ammoniten. Der Fund kann im Naturhistorischen Museum in Wien besichtigt werden. Seit 1979 ziert der Riesenammonit das Gosauer Gemeindewappen.

## Böden
Ausgehend vom dominierenden Dachsteinkalk konnten sich in den Hochlagen meist nur Rendzinaböden entwickeln. Das Alter der meisten Böden beträgt maximal 15.000 Jahre, da in den Eiszeiten ältere Böden abgetragen wurden. Ältere Paläoböden wie Rotlehmböden finden sich am Dachsteinplateau nur in geschützten Geländemulden. Die größten Flächen nehmen mullartige Rendzinen ein. Diese mineral- und humusreichen Böden kommen vor allem in Hanglagen der montanen Stufe unter krautarmen Misch- und Nadelwäldern auf fast allen Kalk- und Dolomitgesteinen vor. In Unterhangbereichen kommt es unter klimatisch günstigen Bedingungen zu stärkerer Mullbildung und es entwickeln sich Mullrendsinen bzw. Braune Rendzinen. Auf diesen tiefgründigen und fruchtbaren Böden gedeihen Misch- und Laubwälder bzw. Wiesen und Weiden der tief- bis mittelmontanen Stufe. Echte Kalkbraunerden oder Kalksteinbraunlehme kommen nur vereinzelt in ausgeprägten Gunstlagen wie im Kogelgassenwald beim Hinteren Gosausee vor. Ebenfalls kleinflächig und nur in Muldenlagen sind frische, lehmige Pseudogleye anzutreffen, auf denen Fichten- oder Tannenwälder wachsen bzw. Almweiden liegen.

## Klima

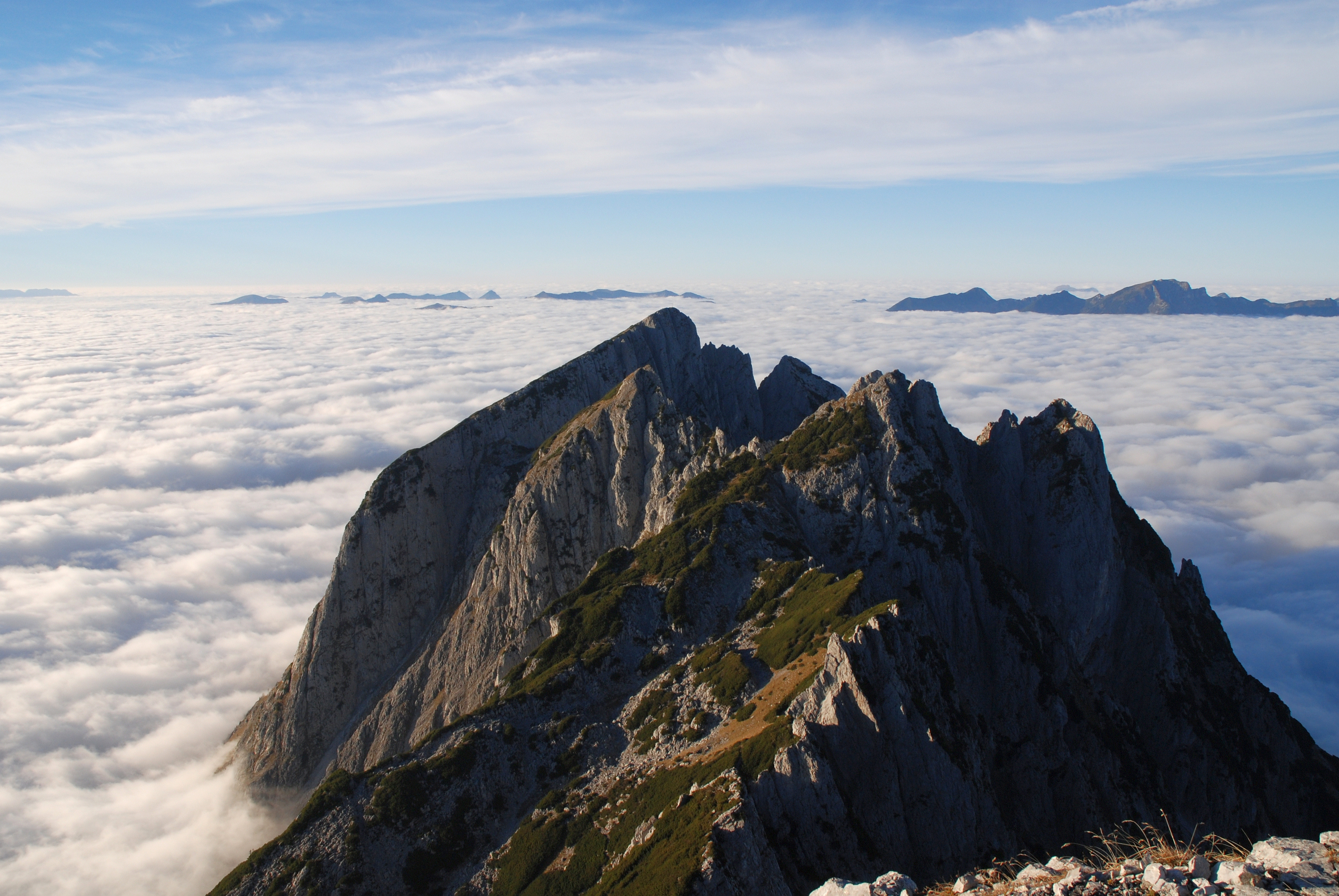
Inversionswetterlage am Gosaukamm, Blick vom Angerstein nach Norden

Die Wetterwarte der Zentralanstalt für Meteorologie und Geodynamik am Hohen Krippenstein (2050 m ü. A.) stellt exakte Daten für das Dachsteingebirge zur Verfügung. Die Klimadaten zeigen eine für die Gebirge der Nördlichen Kalkalpen typische Temperatur- und Niederschlagsverteilung: kühle und niederschlagsreiche Sommer und niederschlagsarme Winter. Die Jahresniederschläge bewegen sich in einer Größenordnung von 1200 bis über 2500 mm, wobei die Niederschläge von West nach Ost ab- und mit zunehmender Meereshöhe deutlich zunehmen. Maximalwerte werden im Bereich des Hohen Dachsteins (2995 m ü. A.) erreicht. In freien höher gelegenen Bereichen dominieren West- und Nordwestwinde, die häufig mit Niederschlag einhergehen. Bedingt durch den oftmaligen Wolkenstau am Nordrand fällt im Bereich des Hohen Dachsteins überdurchschnittlich viel Niederschlag. Die Zeitdauer der winterlichen Schneebedeckung liegt auf 1500 m Höhe bei etwa 180 Tagen, über 2500 m Höhe bei 300 Tagen. Das durchschnittliche Schneehöhenmaximum eines Winters beträgt am Krippenstein 407 cm. Durch die Höhendifferenz von über 2000 Metern ergeben sich markante Temperaturunterschiede zwischen den Tallagen und den Gipfelregionen des Dachsteingebirges. Die durchschnittliche Jahrestemperatur beträgt in Tieflagen 5,9 °C in Bad Mitterndorf (803 m ü. A.) und 0,9 °C am Krippenstein. Große Bedeutung kommt den Inversionswetterlagen in den Talbereichen wie etwa im Trauntal, Ennstal und selbst in den Hohlformen des ausgedehnten Plateaus des Dachsteingebirges zu. Aus diesem Grunde herrschen im Herbst oberhalb der Inversionsnebeldecken oft vergleichsweise milde Temperaturen vor. In der kalten Jahreszeit übt die Inversionsschicht in umgekehrter Weise eine mildernde Wirkung auf die Temperaturen der Tallagen aus.
|                        | Jan   | Feb   | Mär   | Apr   | Mai   | Jun   | Jul   | Aug   | Sep   | Okt   | Nov   | Dez   |   |         |
| Mittl. Temperatur (°C) | −5,4  | −6,1  | −4,4  | −1,9  | 3,3   | 5,9   | 8,4   | 8,9   | 5,7   | 2,8   | −2,4  | −4,3  | ⌀ | 0,9     |
| Mittl. Tagesmax. (°C)  | −2,0  | −2,6  | −0,8  | 1,7   | 6,8   | 9,7   | 12,2  | 12,7  | 9,4   | 6,4   | 1,0   | −1,0  | ⌀ | 4,5     |
| Mittl. Tagesmin. (°C)  | −8,2  | −8,8  | −6,9  | −4,4  | 0,6   | 3,1   | 5,5   | 6,0   | 3,0   | 0,2   | −5,1  | −7,0  | ⌀ | −1,8    |
|                        |       |       |       |       |       |       |       |       |       |       |       |       |   |         |
| Niederschlag (mm)      | 112,5 | 110,1 | 160,3 | 132,7 | 140,4 | 219,3 | 257,8 | 211,3 | 155,7 | 104,1 | 124,9 | 123,7 | Σ | 1.852,8 |
|                        |       |       |       |       |       |       |       |       |       |       |       |       |   |         |
| Regentage (d)          | 12,0  | 12,1  | 14,5  | 13,1  | 13,3  | 18,1  | 17,5  | 15,4  | 12,8  | 10,4  | 12,6  | 12,9  | Σ | 164,7   |
|                        |       |       |       |       |       |       |       |       |       |       |       |       |   |         |
| Luftfeuchtigkeit (%)   | 67,1  | 71,6  | 74,2  | 75,5  | 70,4  | 74,6  | 72,6  | 69,6  | 71,5  | 65,7  | 70,2  | 68,7  | ⌀ | 70,9    |

| −8,2 |

| −8,8 |

| −6,9 |

| −4,4 |

| 0,6 |

| 3,1 |

| 5,5 |

| 6,0 |

| 3,0 |

| 0,2 |

| −5,1 |

| −7,0 |

| −8,2 |

| −8,8 |

| −6,9 |

| −4,4 |

| 0,6 |

| 3,1 |

| 5,5 |

| 6,0 |

| 3,0 |

| 0,2 |

| −5,1 |

| −7,0 |

| N i e d e r s c h l a g | 112,5 | 110,1 | 160,3 | 132,7 | 140,4 | 219,3 | 257,8 | 211,3 | 155,7 | 104,1 | 124,9 | 123,7 |
|                         | Jan   | Feb   | Mär   | Apr   | Mai   | Jun   | Jul   | Aug   | Sep   | Okt   | Nov   | Dez   |

## Flora und Vegetation

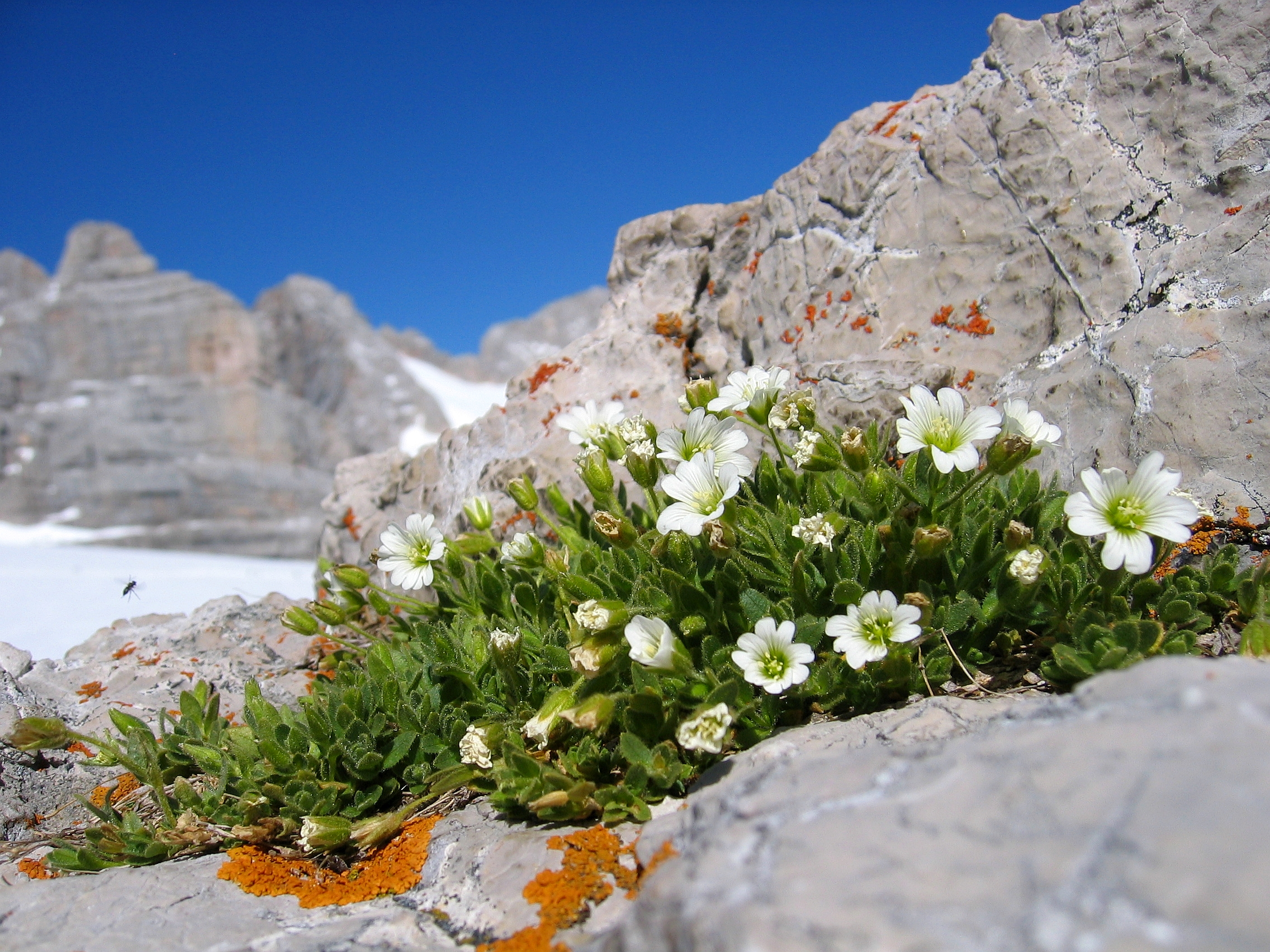
Einblütiges Hornkraut (Cerastium uniflorum) am Kleinen Gjaidstein ~, Zentrales Massiv

Aufgrund der großen Höhenunterschiede von der Tallage bis in die Gipfelregionen bildet sich in jeder Höhenstufe eine besondere Vegetation. Die montane Stufe entspricht dem Bereich der Fichten-Tannen-Buchen-Wälder als Klimaxvegetation, der sich vom Talboden bis auf etwa 1300 m ü. A. erstreckt. Ab etwa 1400 m ü. A. sind die Wälder durch zunehmende Verlichtung und mosaikartige Zusammensetzung gekennzeichnet: Fichten-Lärchen-Mischbestände, Bergkiefergebüsche, Hochstaudenfluren und Rasen wechseln ab und sind mit steigender Höhe zunehmend von alpiner Vegetation durchsetzt. Einzelne Zirbengruppen (Pinus cembra) gedeihen noch bis etwa 1800 m ü. A., wo sich auch die Waldgrenze befindet. Der für ostalpine Kalkgebirge typische Krummholzgürtel der Bergkiefer (Pinus mugo) steigt bis etwa 2000 m ü. A., löst sich mit steigender Höhe zunehmend auf und wird von Zwergstrauchheiden und alpinen Rasen durchzogen. In der oberalpinen Stufe dominieren fragmentierte Polsterseggenrasen. Zu den am höchsten steigenden Pflanzenarten zählen Gegenblättriger Steinbrech (Saxifraga oppositifolia) und Einblütiges Hornkraut (Cerastium uniflorum), die bis zum Gipfel des Hohen Dachsteins gedeihen. Die zur Staunässe neigenden Böden der Gosau-Gruppe und die teilweise darüber lagernden Moränen schaffen gute Voraussetzungen für die Bildung von Mooren. Im Oberösterreichischen Moorkatalog werden aus dem Gosautal 17 Moore beschrieben.
Insgesamt wurden im Gebiet etwa 1250 Gefäßpflanzenarten (Tracheophyta) nachgewiesen, unter anderem viele der endemischen Pflanzenarten der Nordostalpen. Als Auswahl seien erwähnt:
- Zierliche Feder-Nelke (Dianthus plumarius subsp. blandus)
- Sauters Felsenblümchen (Draba sauteri)
- Dunkle Glockenblume (Campanulla pulla)
- Clusius-Primel (Primula clusiana)
- Traunsee-Labkraut (Galium truniacum)
- Österreichische Wolfsmilch (Euphorbia austriaca)

Insbesondere im hinteren Gosautal ermöglichen hohe Luftfeuchtigkeit verbunden mit niedrigen Immissionen das Vorkommen vielfältiger Flechtengesellschaften. Im Gebiet um die Gosauseen dominieren Assoziationen, die ozeanische Klimaeinflüsse sowie unberührte, möglichst naturbelassene Wälder mit alten Bäumen für ihre Entwicklung brauchen. Unter anderem gedeiht hier die Flechte Lobaria pulmonaria, die als Indikator für intakte Ökosysteme gilt. Im Gipfelbereich des Hohen Dachsteins konnten 20 Flechtenarten nachgewiesen werden. Darunter etwa Vertreter der Gattung Verrucaria. Diese endolithischen Arten zersetzen mit den gebildeten Flechtensäuren den Kalkstein.

## Fauna

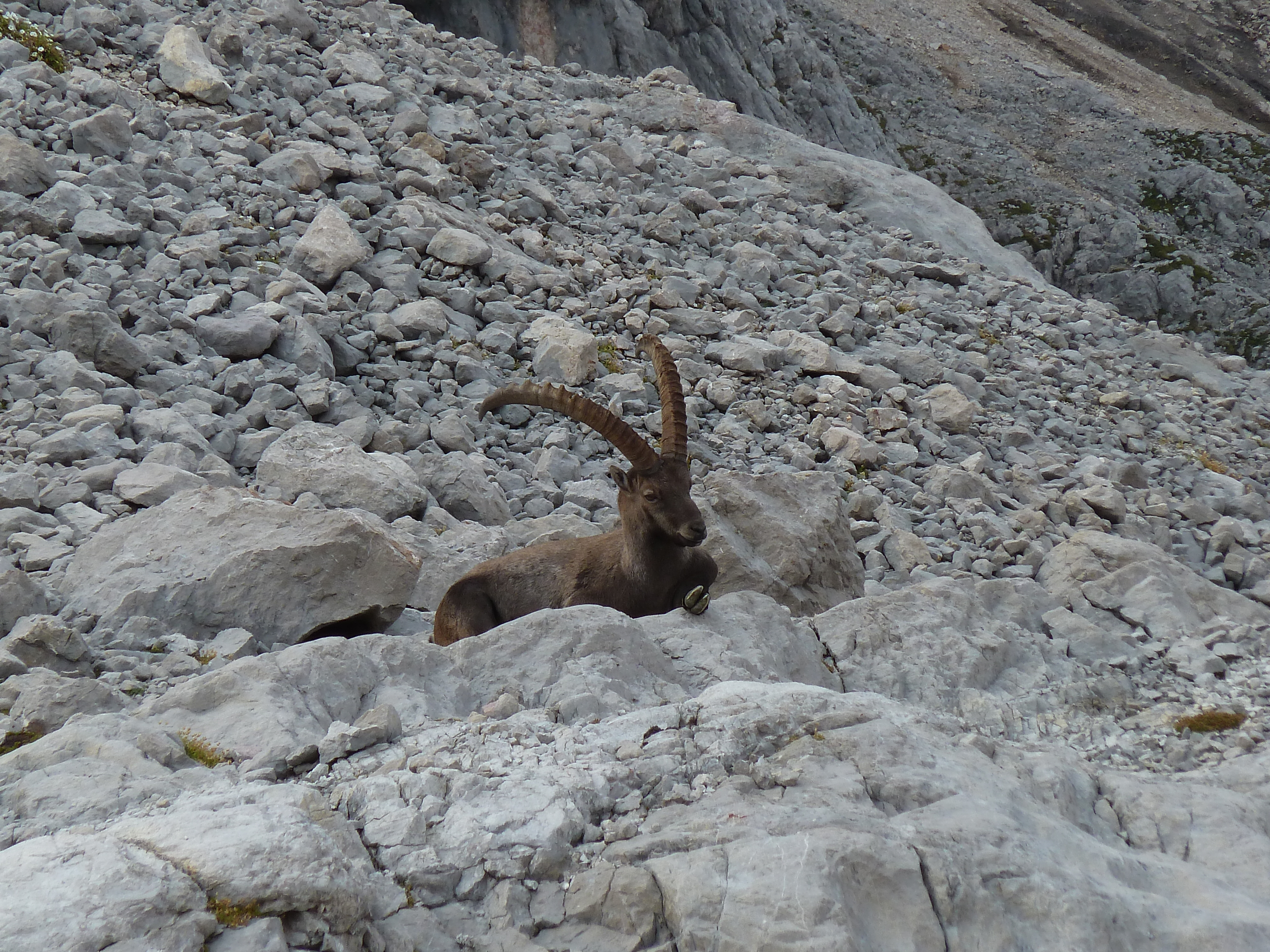
Alpensteinbock (Capra ibex) am Fuße des Hallstätter Gletschers

Das Dachsteingebirge ist reich an Wildarten. Das karge Karstplateau ist für Gämsen (Rupicapra rupicapra) ein Rückzugsgebiet; die Tiere treten in hohen Dichten auf. Bemerkenswert sind die Vorkommen des Alpensteinbocks (Capra ibex). Es handelt sich hierbei um den einzigen Bestand in Oberösterreich. Im Bereich der Bachlalm befinden sich auch mehrere kleinere Kolonien des Alpenmurmeltiers (Marmota marmota), die alle auf frühere Aussetzungen zurückgehen. Schneehasen (Lepus timidus) leben ebenfalls im Gebiet.
Alpensalamander (Salamandra atra) und Bergmolch (Ichthyosaura alpestris) weisen im Dachsteingebirge gute Bestände auf. In den tieferen Lagen kommt auch der Feuersalamander (Salamandra salamandra) vor. Die Gelbbauchunke (Bombina variegata) ist weit verbreitet, typische Lebensräume sind etwa Almflächen mit Weidetümpeln, wo sie oft gemeinsam mit dem Bergmolch auftritt. Auch die Erdkröte (Bufo bufo) und der Grasfrosch (Rana temporaria) steigen mit größeren Beständen bis zur Waldgrenze. Von den Reptilienarten ist die Bergeidechse (Zootoca vivipara) am häufigsten vertreten, aber auch die Blindschleiche (Anguis fragilis) ist bis in die hochmontane Zone weit verbreitet. Besonders im Bereich der Almtümpel findet man oft die Ringelnatter (Natrix natrix), die vom Amphibienreichtum profitiert. Die Kreuzotter (Vipera berus) ist zwar weit verbreitet, aber nur sehr lokal häufigerer.
Alpendohlen (Pyrrhocorax graculus) und Kolkraben (Corvus corax) sind häufig anzutreffen. Mit Alpenschneehuhn (Lagopus muta), Birkhuhn (Lyrurus tetrix), Haselhuhn (Tetrastes bonasia) und Auerhuhn (Tetrao urogallus) sind vier Raufußhuhnarten im Gebiet heimisch. Alpenbraunellen (Prunella collaris) und Schneefink (Montifringilla nivalis) wurden ebenfalls nachgewiesen. Das Dachsteingebirge ist auch Verbreitungsgebiet des Steinadlers (Aquila chrysaetos).
2004 wurde der Höhengrashüpfer (Chorthippus alticola rammei) erstmals für Oberösterreich, die Steiermark und die Nördlichen Kalkalpen nachgewiesen. Er besiedelt besonders die grasigen Dolinen und Zwergstrauchgesellschaften am Dachsteinplateau zwischen 1800 und 2000 m. Das eigentliche Verbreitungsgebiet dieser Art sind die slowenischen Karawanken und die Julischen Alpen.
Der troglobionte Dachstein-Blindkäfer (Arctaphaenops angulipennis) wurde zu Beginn der 1920er Jahre in der Koppenbrüllerhöhle entdeckt, wobei bis heute 23 unterirdische Lebensräume im Dachsteingebiet und im nahen Toten Gebirge bekannt geworden sind. Diese endemische Art ist ein Tertiärrelikt, das in den Tiefen der Höhlen die Vergletscherung während der Eiszeiten überstand.

## Naturschutz

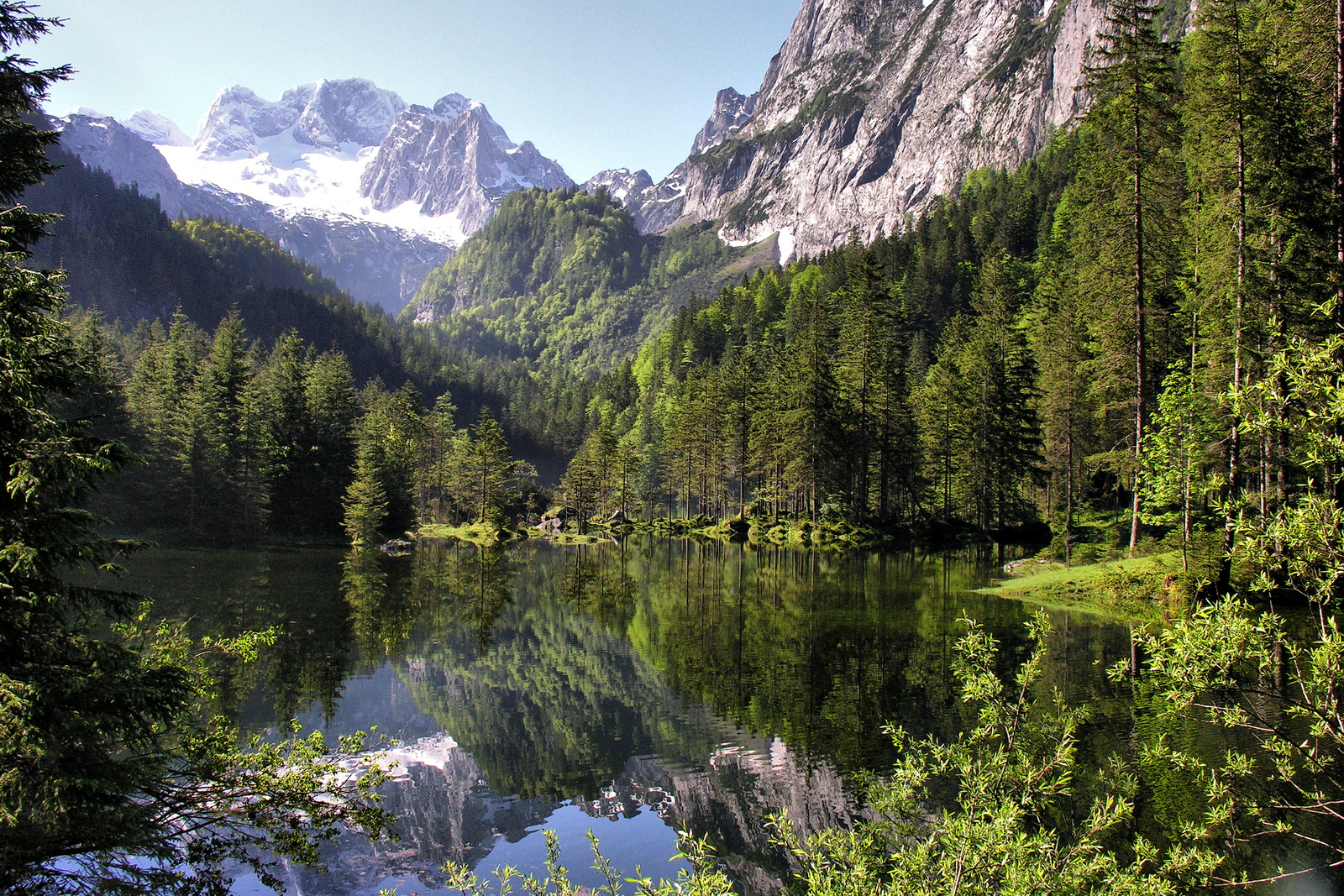
Die Höhenzonierung bedingt unterschiedlichste Lebensräume. Blick von der Gosaulacke zum Torstein

Große Teile des Dachsteingebirges stehen unter Naturschutz. In Oberösterreich wurde 1963 das Gebiet um den Hohen Dachstein mit der Gletscherregion als Naturschutzgebiet verordnet. 2001 erfolgte eine maßgebliche Erweiterung auf 136 km². Das Naturschutzgebiet Dachstein in den Gemeinden Gosau, Hallstatt und Obertraun (n098) erstreckt sich vom Vorderen Gosausee im Westen bis zur steiermärkischen Landesgrenze im Osten. Die Südgrenze bildet auch die Landesgrenze. Die Nordgrenze verläuft vom Vorderen Gosausee über die Seekaralm und Grubenalm bis zum Südufer des Hallstätter Sees und bis zum Koppenwinkel. Der touristisch erschlossene Bereich um den Krippenstein und die ehemalige Militärstation am Oberfeld sind ausgenommen. Es ist das größte Naturschutzgebiet Oberösterreichs. Die Dachstein-Mammuthöhle und die Dachstein-Rieseneishöhle sind als Naturdenkmäler ausgewiesen.
Das Dachsteingebirge ist Teil des oberösterreichischen Europaschutzgebiets Dachstein (AT3101000) gemäß der FFH-Richtlinie als Teil des Netzwerks Natura 2000. Das Schutzgebiet ist 145,73 km² groß. Mit Entscheidung der Europäischen Kommission vom Februar 1995 wurde das Gebiet in die Liste von Gebieten von gemeinschaftlicher Bedeutung für die alpine geographische Region aufgenommen. Die Schutzgüter umfassen 26 Lebensraumtypen und 24 Tier- und Pflanzenarten, darunter die vier im Gebiet heimischen Raufußhuhnarten oder das Moos Dicranum viride. Mit einer Verordnung der OÖ. Landesregierung im Jahr 2005 wurde das Gebiet gemäß FFH-Richtlinie als sogenanntes Europaschutzgebiet in nationales Recht übergeführt.
In der Steiermark wurde 1991 das Naturschutzgebiet Steirisches Dachsteinplateau (NSG-18a) mit 73,67 km² verordnet. Es umfasst das Koppengebirge und das Hochplateau Am Stein und erstreckt sich bis zur Landesgrenze im Westen. Das gleichnamige Europaschutzgebiet Steirisches Dachsteinplateau (AT2204000) umfasst eine Fläche von 74,55 km². Es wurde mit Verordnung der Steiermärkischen Landesregierung vom 19. April 2006 in nationales Recht überführt. Das Naturschutzgebiet Nordwestlicher Teil der Gemeinde Ramsau am Dachstein (NSG-c 2) ist 12,875 km² groß. Das Naturdenkmal Dachsteinsüdabsturz und Edelgrießgletscher (NDM Nr. 784) bildet die Nordhälfte dieses Schutzgebietes.

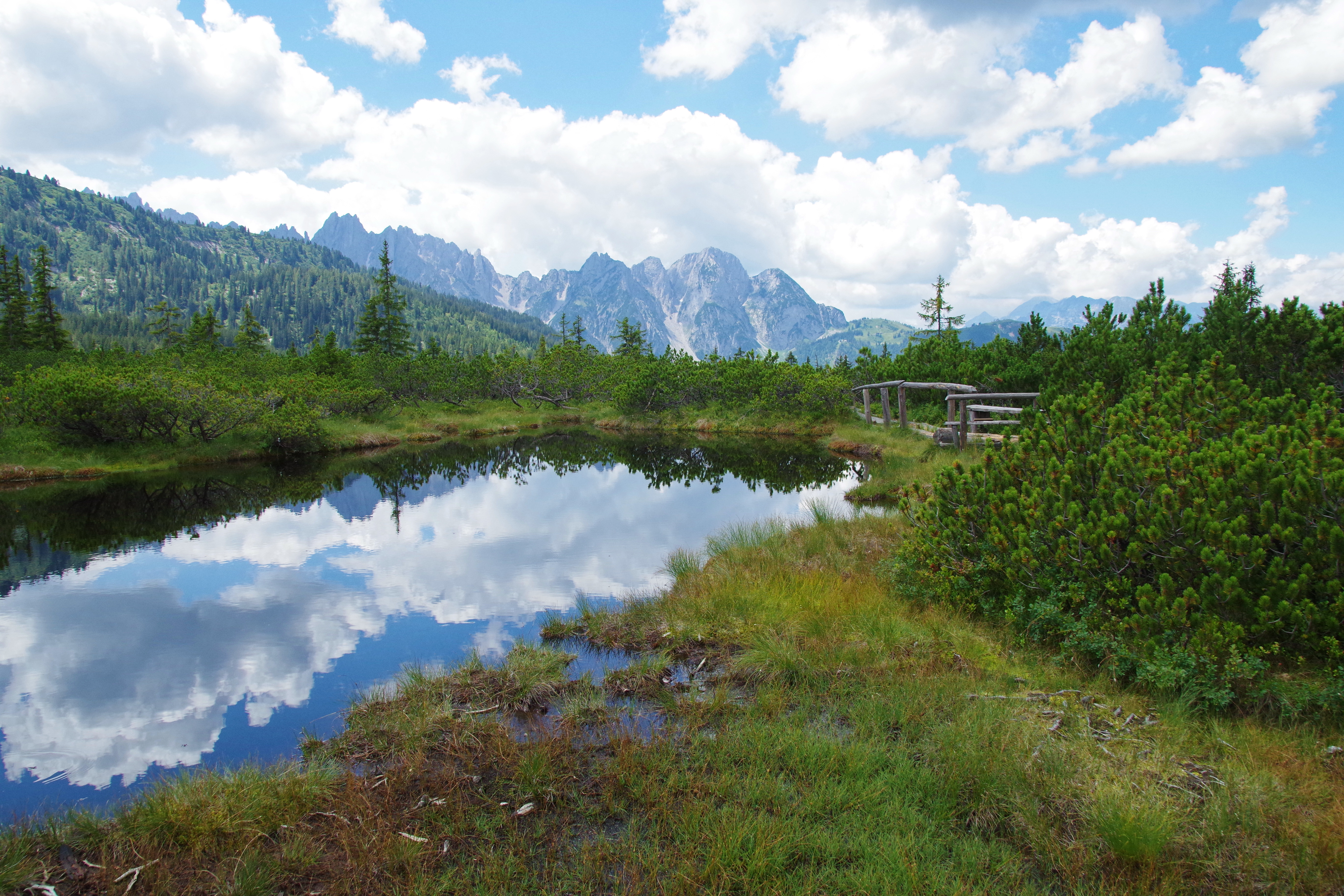
Großes Löckenmoos und Grubenalmmoor. im Hintergrund der Gosaukamm

Mit dem Großen und Kleinen Löckenmoos am Löckenmoosberg in Gosau existieren zwei Deckenmoore im Gebiet. Dieser Moortyp ist vor allem im atlantischen Europa verbreitet und benötigt gleichmäßige kühle Lufttemperaturen und hohe Niederschläge zur Ausbildung. Deckenmoore sind in Österreich sehr selten und es gibt nur fünf; drei davon in den Rätischen Alpen und zwei im Dachsteingebirge. Dementsprechend wird den beiden Mooren vom Österreichischen Moorschutzkatalog internationale Bedeutung beigemessen.
Grundlage für den intensiven Schutz des Dachsteingebirges ist die hohe Zahl an seltenen und vielfach gefährdeten Tier- und Pflanzenarten. Besonders die hochalpinen Lebensräume reagieren sensibel auf Störungen und weisen ausgesprochen lange Regenerationszeiten auf, weswegen ihrem Schutz hohe naturschutzfachliche Priorität zukommt.

## Bergsport

### Besteigungsgeschichte
Einer der ersten Erschließer war Erzherzog Johann, der als Jäger und begeisterter Bergsteiger bereits 1810 das östliche Dachsteingebirge überschritt. Den Hauptkamm überquerte er über die Feisterscharte im Bereich des heutigen Guttenberghauses. Zwei Jahre später unternahm Erzherzog Karl einen Versuch, den Gipfel des Hohen Dachsteins zu erreichen, musste aber am Hallstätter Gletscher umkehren.
Der Erstbesteiger des Torsteins, eines der mächtigsten Berge im Dachsteinmassiv, war Jakob Buchsteiner, der über die Nord-Ost-Eisrinne 1819 den Gipfel erreichte. Um 1832 bestieg Peter Gappmayr im Alleingang über den Gosaugletscher den Hohen Dachstein. Am 18. Juli 1834 bestieg Peter Karl Thurwieser mit den Brüdern Gappmayer als Bergführer den Gipfel des Hohen Dachsteins erstmals touristisch. Paul Preuß gelangen etliche Erstbegehungen am Gosaukamm. 1913 verunglückte er tödlich beim Versuch, von der Nordkante des Mandlkogels abzusteigen.
1909 gelang Georg und Franz Steiner der Durchstieg durch die nahezu 900 m hohe Südwand des Hohen Dachsteins, ein Meilenstein des damaligen Bergsteigens. Kurt Maix und Wolfgang „Uli“ Höfler eröffneten 1929 eine Route durch die Südwand des Hohen Dirndl und Raimund Schinko und Adolf Bischofberger eine großartige Tour am Torstein. Nach dem Zweiten Weltkrieg war nicht mehr die Gipfelbesteigung das erste Ziel, sondern die Kletterroute selbst. Es wurden wesentliche Erstbegehungen ausgeführt wie der Südostpfeiler am Koppenkarstein 1946 durch Peterka und Proksch, die Südostwand am gleichen Berg 1953 durch R. Otte und O. Stiegler sowie die Südwand der Türlspitze 1947. Ab den 1980er Jahren waren durch die Absicherung mit Bohrhaken schwere Routen auch durch Platten besser zusichern. Es entstanden Routen wie der Narrenriss, Ypsilon, Himmel und Hölle.

### Schutzhütten

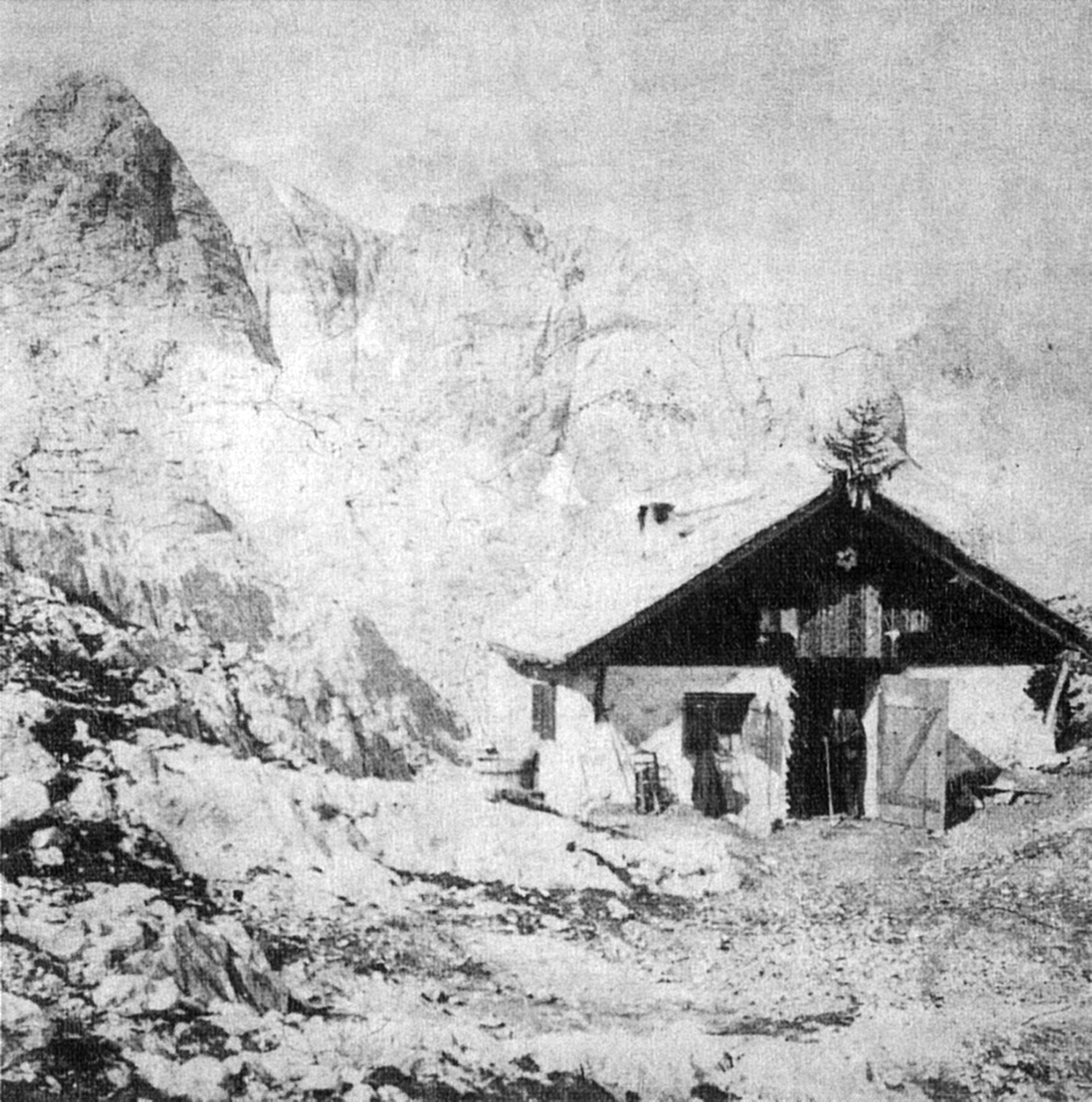
Die erste Simonyhütte. Fotografiert von Friedrich Simony, 1877

Der berühmte Dachsteinforscher Friedrich Simony kam im Jahr 1840 zum ersten Mal nach Hallstatt. Am 8. September 1842 überquerten er und der Bergführer Johann Wallner den Dachsteingipfel von Ost nach West. Simony gilt als Pionier der Erschließung des Gebiets und förderte den Bau von Wegen und Unterkünften. Im Jahr 1843 errichtete er im Wildkar, unterhalb der heutigen Simonyhütte, erstmals eine Rast- und Notunterkunft, die Hotel Simony genannt wurde. 1862 beteiligte sich Simony an der Gründung der Wiener Sektion Austria. Er gehörte jenem Komitee an, das die Statuten ausarbeitete, einreichte und den Aufruf zum Beitritt unterzeichnete.
1877 erfolgte die Eröffnung der Simonyhütte der Sektion Austria am Fuße des Hallstätter Gletschers. 1880 wurde auf der Südseite die Austriahütte eröffnet. Am Gosaukamm errichtete 1902 die Sektion Linz die Hofpürglhütte. 1908 wurde die Adamekhütte eröffnet, die ebenfalls im Besitz der Sektion Austria ist. Mit dem Bau der Dachsteinwartehütte, der heutigen Seethalerhütte, und des Wiesberghauses war die Erschließung des Gebietes 1929 weitgehend abgeschlossen.

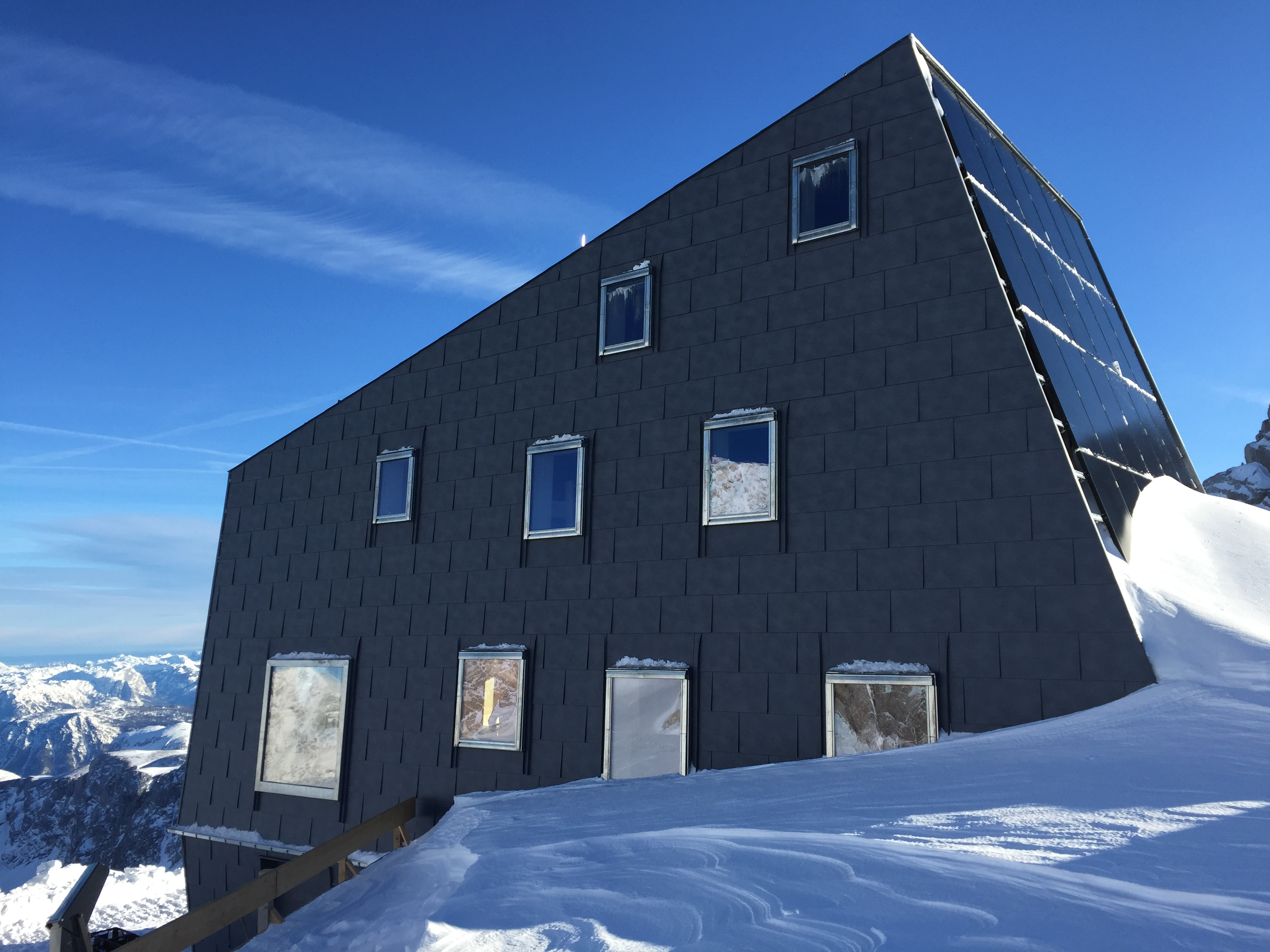
Die neue Seethalerhütte 2019

Im Dachsteingebirge befinden sich viele Schutzhütten, die mehrheitlich vom Österreichischen Alpenverein betrieben werden. Überdies bieten Hütten der Naturfreunde und auch private Unterkünfte Übernachtungsmöglichkeiten für Wanderer. Schutzhütten des Dachsteingebirges (Auswahl):
| Hütte                     | Höhe         | Lage           |
| ------------------------- | ------------ | -------------- |
| Adamekhütte               | 2196 m ü. A. | Dachsteinstock |
| Austriahütte              | 1638 m ü. A. | Dachsteinstock |
| Dachsteinsüdwandhütte     | 1871 m ü. A. | Dachsteinstock |
| Gablonzer Hütte           | 1550 m ü. A. | Gosaukamm      |
| Gjaidalm                  | 1760 m ü. A. | Dachsteinstock |
| Grimminghütte             | 0955 m ü. A. | Grimming       |
| Guttenberghaus            | 2147 m ü. A. | Dachsteinstock |
| Hofpürglhütte             | 1705 m ü. A. | Gosaukamm      |
| Obertrauner Sarsteinhütte | 1620 m ü. A. | Sarstein       |
| Seethalerhütte            | 2741 m ü. A. | Dachsteinstock |
| Simonyhütte               | 2206 m ü. A. | Dachsteinstock |
| Stuhlalm                  | 1450 m ü. A. | Gosaukamm      |
| Theodor-Körner-Hütte      | 1466 m ü. A. | Gosaukamm      |
| Wiesberghaus              | 1872 m ü. A. | Dachsteinstock |

### Wandern
Das markierte und beschilderte Wegenetz im Dachsteingebirge wird vom Österreichischen Alpenverein gewartet. Der Weg 601 durchquert das Zentrale Massiv und den Gosaukamm und hat in der Steinerscharte seinen höchsten Punkt. Er ist Teil des Österreichischen Weitwanderwegs 01 (Nordalpenweg), des Europäischen Fernwanderwegs E4. Wegverlauf: Hallstatt – Simonyhütte – Steinerscharte – Adamekhütte – Hofpürglhütte – Gablonzer Hütte – Gosau. Der violette Weg der Via Alpina ist streckenweise identisch mit dem Weg 601. Die Etappe A33 verläuft von Gosau zur Theodor-Körner-Hütte über die Gablonzer Hütte. Die Etappe A34 verläuft von der Theodor-Körner-Hütte nach Lungötz über die Hofpürglhütte.

### Klettern

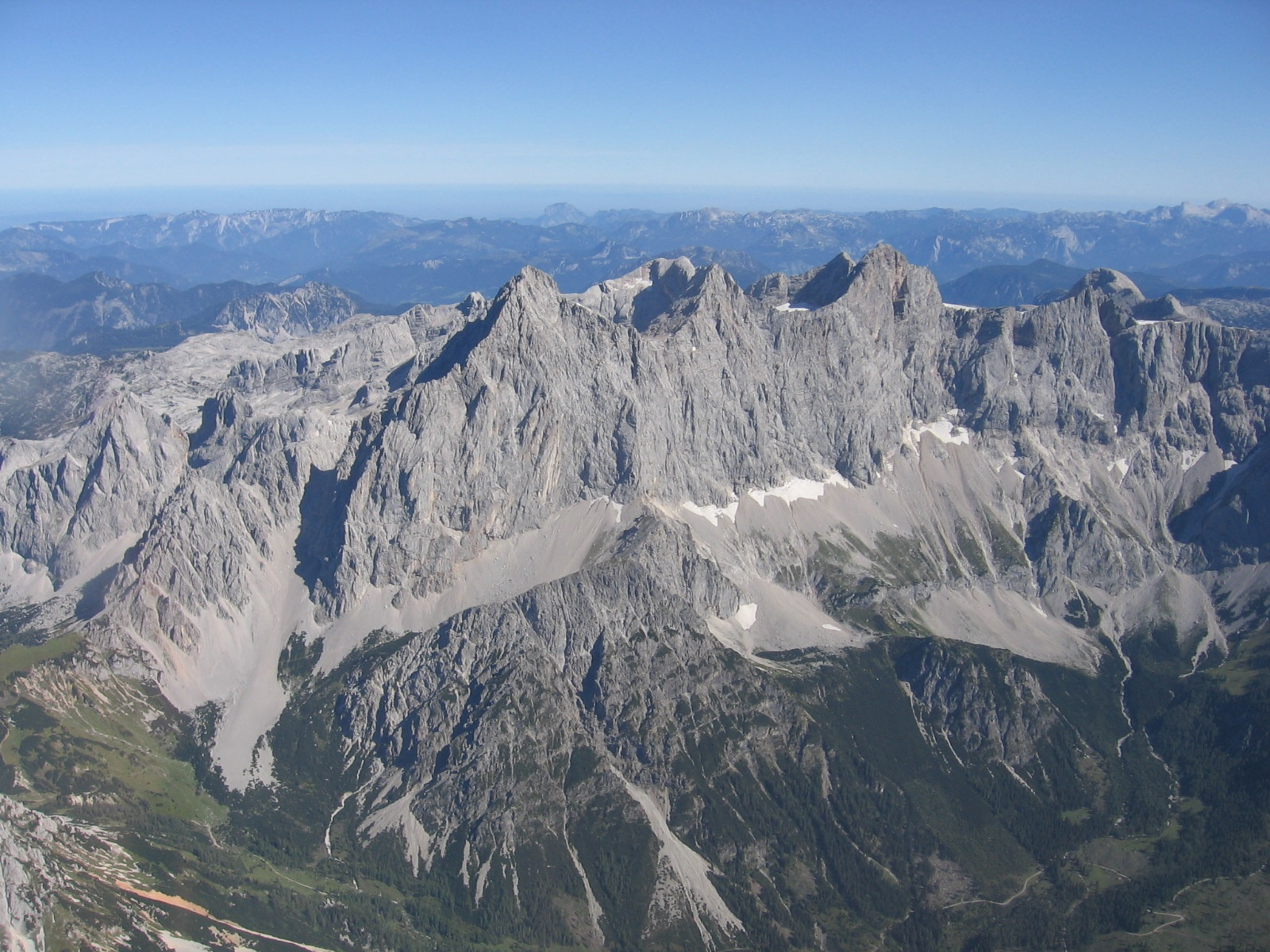
Die Dachsteinsüdwand mit Torstein, Mitterspitz und Hohem Dachstein (v.l.n.r)

Im Dachsteingebiet gibt es Dutzende Klettersteige und mehrere hundert Klettertouren, einige sind alpinhistorisch erwähnenswert.
Bekannte Steige sind (Auswahl):
- Der Johann (Dachsteinwarte, D/E)
- Ramsauer Klettersteig (Scheichenspitze, C)
- Irg II (Koppenkarstein, C/D)
- Seewand Klettersteig (Hallstatt/Obertraun, D/E)

Alte, klassische Alpinrouten in den untersten Schwierigkeitsgraden sind
- der Steinerweg (UIAA IV, 800 m) in der Südwand des Hohen Dachsteins, erstbegangen am 22. September 1909 von Georg und Franz Steiner, war zu seiner Zeit ein Meilenstein im Bergsteigen durch die rund 900 m senkrecht abfallende Südwand des Hohen Dachsteins.[45]
- der Pichlweg (UIAA III, 700 m) ebenfalls in der Südwand des Hohen Dachstein, erstbegangen am 27. Juli 1901 durch E. Pichl, F. Gams und F. Zimmer, die leichteste Tour durch die Südwand.[46] Pichl erlange später zweifelhaften Ruhm als fanatischer Antisemit.

Große, alte Klassiker von Alpinrouten in mittleren Schwierigkeitsgraden sind:
- die Südwestverschneidung (UIAA VI-, A0, 850 m) am Torstein, erstbegangen am 24. und 25. Juni 1934 von Raimund Schinko und Adolf Bischofberger. Diese Tour zieht sich am rechten Gradpfeiler durch die nahezu 1000 m hohe Südwand.[47]
- die Südkante (UIAA V+, 650 m), heute auch Maixkante genannt, am Südlichen Dirndl, erstbegangen am 9. September 1929 von Kurt Maix und Wolfgang Höfler[48]
- die Direkte Nordwand (UIAA VI-, 450 m) an der Großen Bischofsmütze, erstbegangen am 3. August 1948 durch Willi End und Hans Dubowy[49]
- die Ostkante (UIAA V+, 400 m) am Däumling, Gosaukamm, erstbegangen am 10. und 11. September 1935 von S. Lichtenegger und L. Macherhammer[50]

### Wintersport

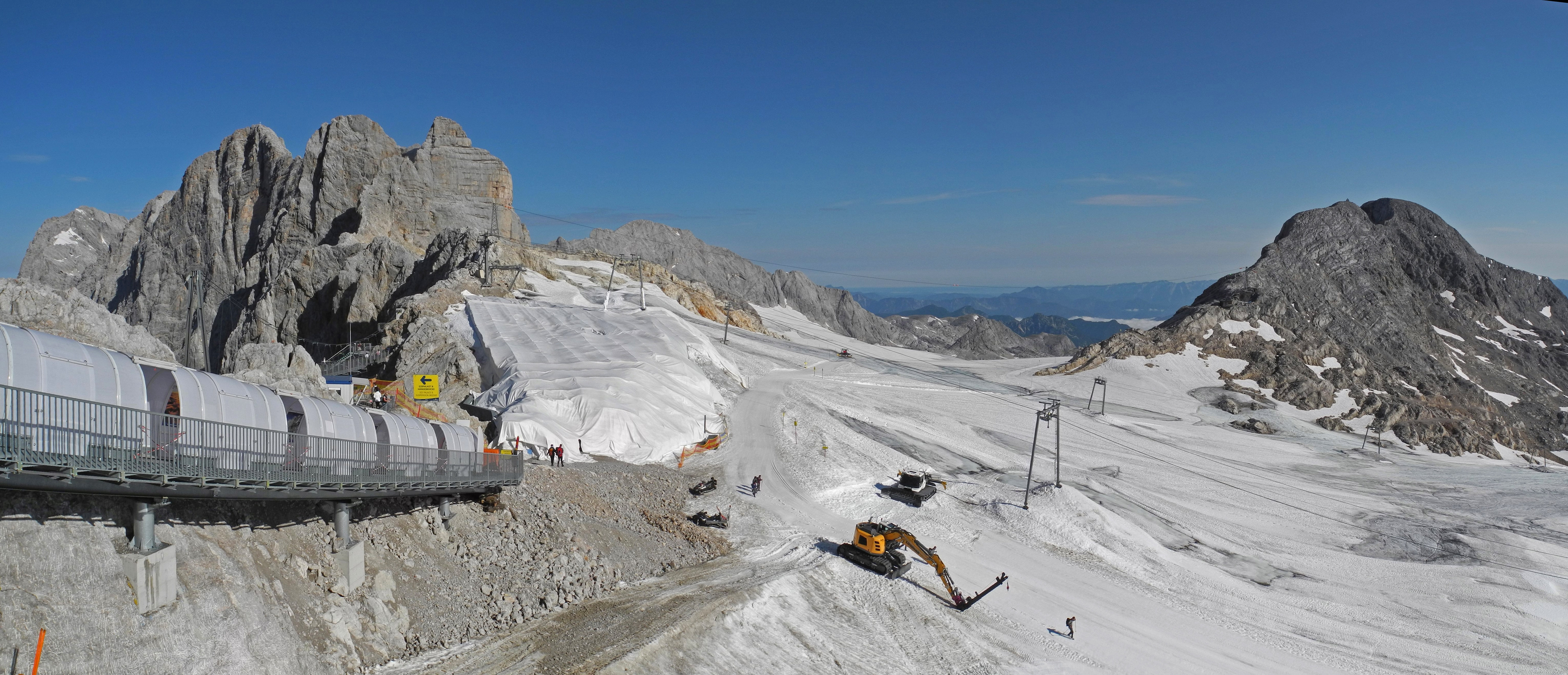
Das Skigebiet Dachsteingletscher im Sommer

Im Dachsteingebirge befinden sich drei Skigebiete. Das größte Skigebiet Dachstein-West erstreckt sich zwischen den Orten Gosau, Rußbach und Annaberg. Dort stehen 70 Liftanlagen mit 160 km Piste zur Verfügung. Das Skigebiet Freesports Arena Dachstein Krippenstein ist von Obertraun aus erreichbar. Dort befinden sich 7 Liftanlagen mit 13 km Pisten. Das Skigebiet Dachsteingletscher wurde 2022 eingestellt (vormals 5 Liftanlagen mit 4 Pistenkilometern). Der Skibetrieb im Skigebiet Stoderzinken wurde 2018 eingestellt (vormals 4 Liftanlagen 8 Pistenkilometern).
In Ramsau am Dachstein befindet sich ein Zentrum für den Skilanglauf. Es gibt über 200 km Loipen, die sich teilweise auch auf die benachbarten Salzburger Schieferalpen erstrecken, sowie die Höhenloipe im Gletschergebiet. Das Gebirge ist auch für Schneeschuh- und Skitouren geeignet. Wintermarkierungen verlaufen sowohl von der Gjaidalm zur Bergstation der Dachsteinsüdwandbahn als auch über die Simonyhütte zum Hohen Dachstein.
Die Skiflugschanze am Kulmkogel gehört zu den größten Skiflugschanzen der Welt. Sie wurde nach dem Zweiten Weltkrieg errichtet und war die erste derartige Schanze der Welt. Dort werden Weiten bis zu 244 m gesprungen.
Als Besonderheit kann der Dachstein mit einem Fußgängertunnel aufwarten, der die Bergstation der Dachsteinsüdwandbahn mit dem Einstieg zum Ramsauer Klettersteig und mit der Skitourenabfahrt durch das Edelgrieß verbindet.

## Wirtschaft

### Landwirtschaft

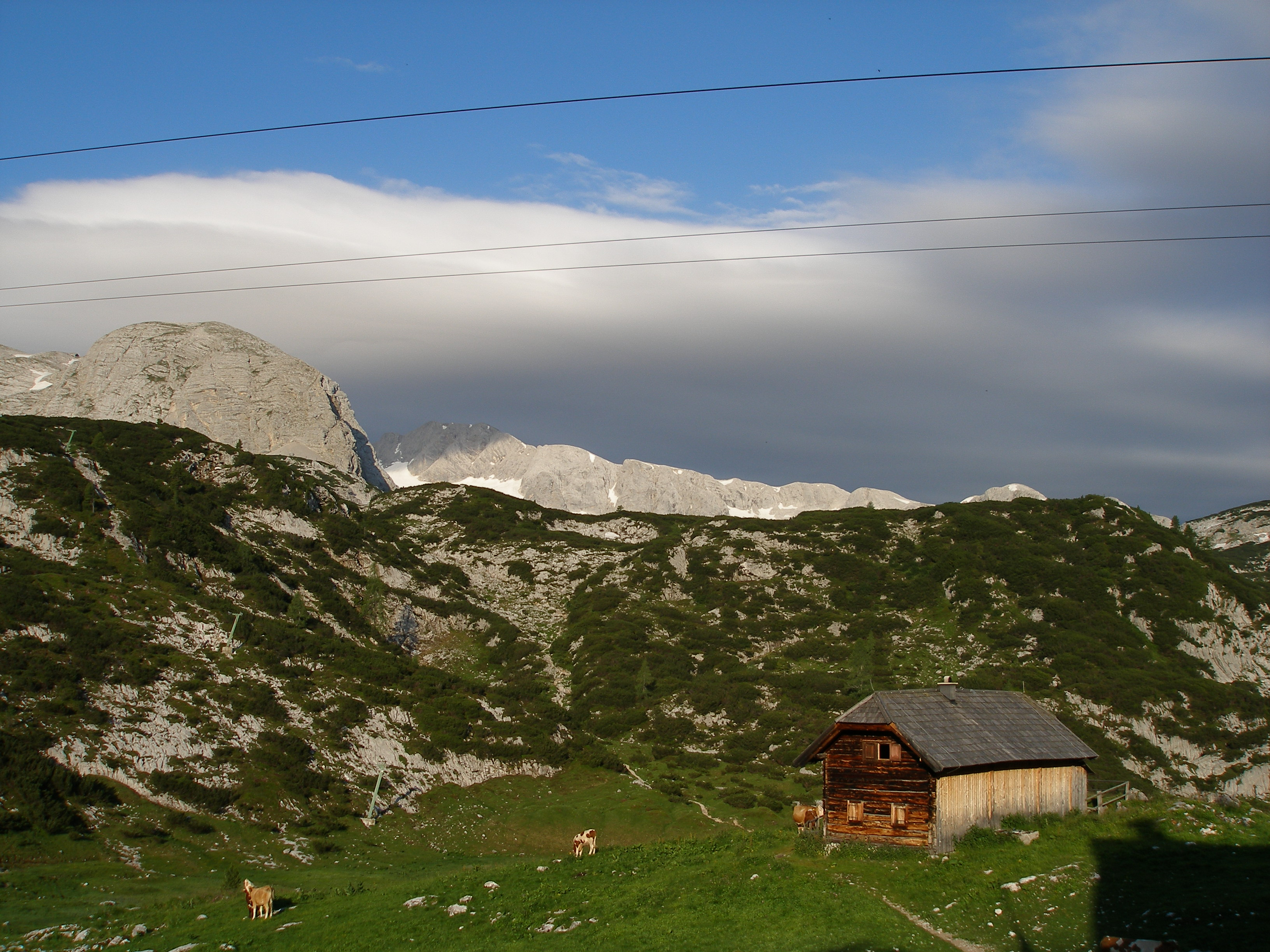
Die Gjaidalm ist eine der höchstgelegenen Almen im Salzkammergut

Die Landwirtschaft ist im Dachsteingebirge bis auf wenige Ausnahmen auf die Weidenutzung der Almen beschränkt. Meistens werden auf Almen keine Milchkühe mehr gehalten, sondern ausschließlich Galtvieh. Auf den höheren Plateaulagen des Dachsteins ist der Almbetrieb bereits mit der Klimaverschlechterung des 17. Jahrhunderts zum Erliegen gekommen. Am Dachstein ist der Hallstätter Gletscher ehemals bis in den Bereich der höchstgelegenen Almen vorgedrungen und beendete dort den Almbetrieb, wie etwa im Taubenkar und auf der Ochsenwies. 1805 trieben die Schladminger Bauern noch 363 Rinder und 1416 Stück Kleinvieh auf die Hochfläche Am Stein. Im 19. Jahrhundert ging die Almwirtschaft aufgrund einer weiteren Klimaverschlechterung erneut stark zurück. Flurnamen wie Krippensteinalm und Schönbergalm deuten auf die seinerzeit größere Verbreitung hin, und zahlreiche Grundmauern verfallener Hütten erinnern daran. Heute sind nur noch am Rande des Plateaus, zumeist in großen Karsthohlformen mit kleineren Vernässungen, Almflächen wie die Gjaidalm oder die Ochsenwiesalm bewirtschaftet. Zum Teil wird versucht, durch Almrevitalisierungen ehemalige Almflächen wieder nutzbar zu machen. Die meisten noch bewirtschafteten Almen im oberösterreichischen Dachsteingebiet sind im hügeligen Westteil rund um den Schwarzkogel im Gemeindegebiet von Gosau in einer Seehöhe zwischen 1000 und 1500 m anzutreffen.

### Forstwirtschaft

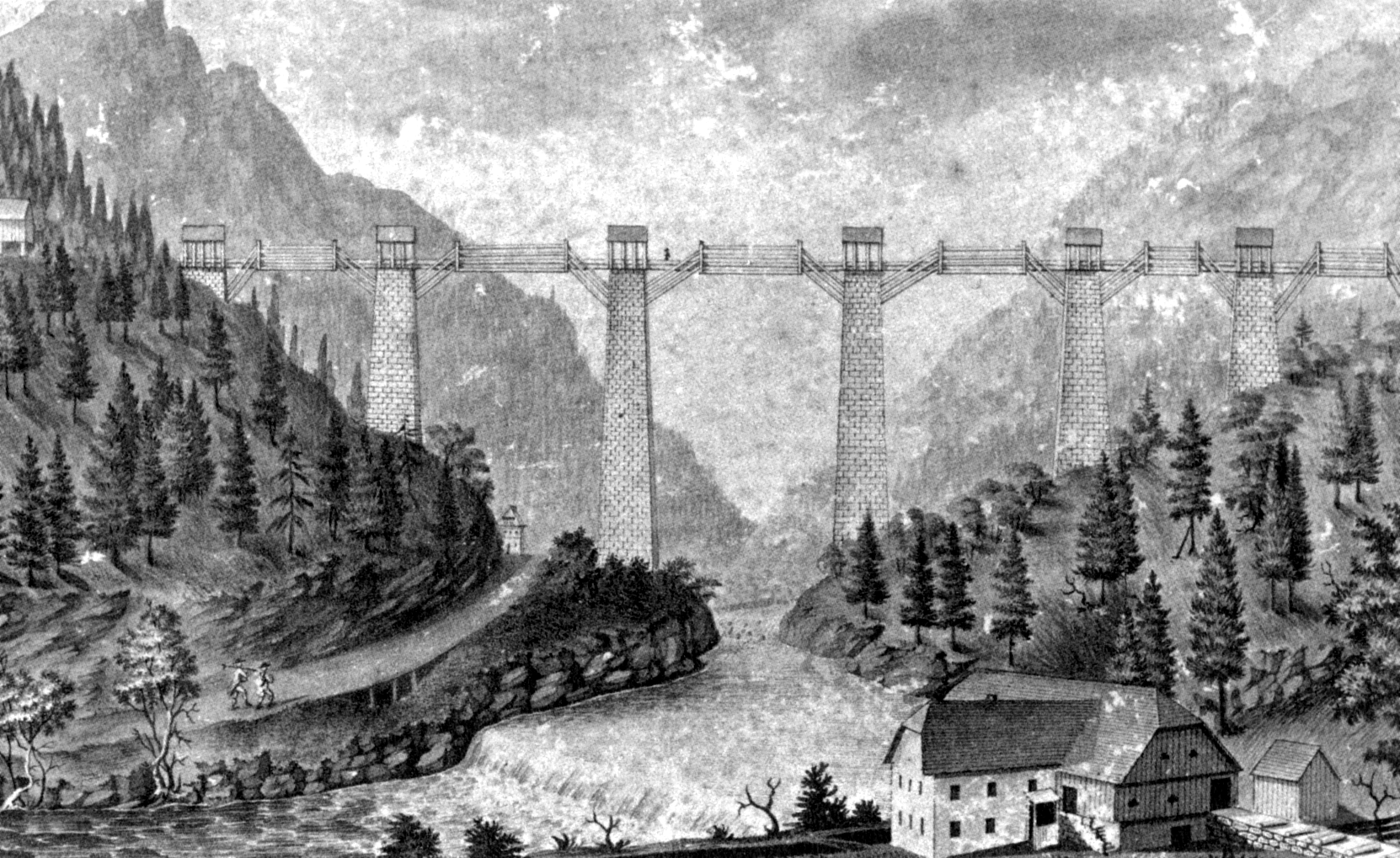
Die Soleleitungsbrücke bei Gosauzwang. Zeichnung aus einem Reiseführer von Joseph August Schultes (um 1800)

Die Wälder des Dachsteingebirges sind durch jahrhundertelange intensive Bewirtschaftung geprägt. Treibende Kraft war lange Zeit die Salzgewinnung in Hallstatt. Für die Sudpfannen der Saline wurden im 16. Jahrhundert pro Jahr rund 42.700 Raummeter Holz benötigt. Um bei diesem großen Bedarf die Wälder vor Raubbau zu schützen, wurde bereits 1523 die sogenannte Auseer Hallamtsordnung niedergeschrieben. Es wurden strenge Vorschriften für die Entnahme (Menge, Art und Standort) von Holz festgelegt. Insbesondere der Gewinnung von Fichten- und Tannenholz kam hohe Priorität zu, da nur dieses das notwendige großflammige und nicht zu heiße Feuer erzeugen konnte. Die Flammen des Buchenholzes waren dafür zu heiß und konnten den Pfannenboden beschädigen. Lärchen wurden für die Röhren der Soleleitungen benötigt. Konsequenterweise wurde über Jahrhunderte in den montanen Bergmischwäldern die Rotbuche verdrängt, die Nadelhölzer wurden gefördert. Die gesamte Holzwirtschaft des Gebietes wurde auf die Brennholzerzeugung für das Sudhaus ausgerichtet. Viele Täler wurden für den Holztransport erschlossen; ein ausgeklügeltes System von Klausen wurde angelegt. Die Seeklause in Steeg am Hallstätter See wurde zu Beginn des 16. Jahrhunderts errichtet und existiert noch heute. Das Gosautal mit seinen immensen Holzvorräten lieferte im 16. Jahrhundert rund 96 % des benötigten Brennholzes der Hallstätter Saline. Auch Wälder jenseits der oberösterreichischen Landesgrenze wurden bewirtschaftet. Der Forstbezirk Rußbach war bis zur Neustrukturierung der Bundesforste in den 1990er Jahren Teil der Forstverwaltung Gosau. Wegen Holzmangels im Oberen Salzkammergut wurde 1595 bis 1607 im Auftrag von Kaiser Rudolf II. eine Soleleitung vom Hallstätter Salzberg über die alte Saline in Bad Ischl zur neuen Saline Ebensee (Bau ab 1604) verlegt und die Hallstätter Saline verlor an Bedeutung. 1877 ermöglichte die Inbetriebnahme der Salzkammergutbahn den Transport billiger Braunkohle aus den Revieren am Hausruck, was zur Einstellung der auf Brennholz ausgerichteten Forstwirtschaft führte.
Heutzutage ist der Großteil der Dachsteingebirges im Besitz der Österreichischen Bundesforste. Der Betrieb Inneres Salzkammergut verwaltet fast das gesamte Dachsteingebirge. Im Westen befindet sich das Revier Annaberg des Betriebs Flachgau-Tennengau, im Südwesten das Revier Filzmoos, das zum Betrieb Pongau gehört.

### Tourismus

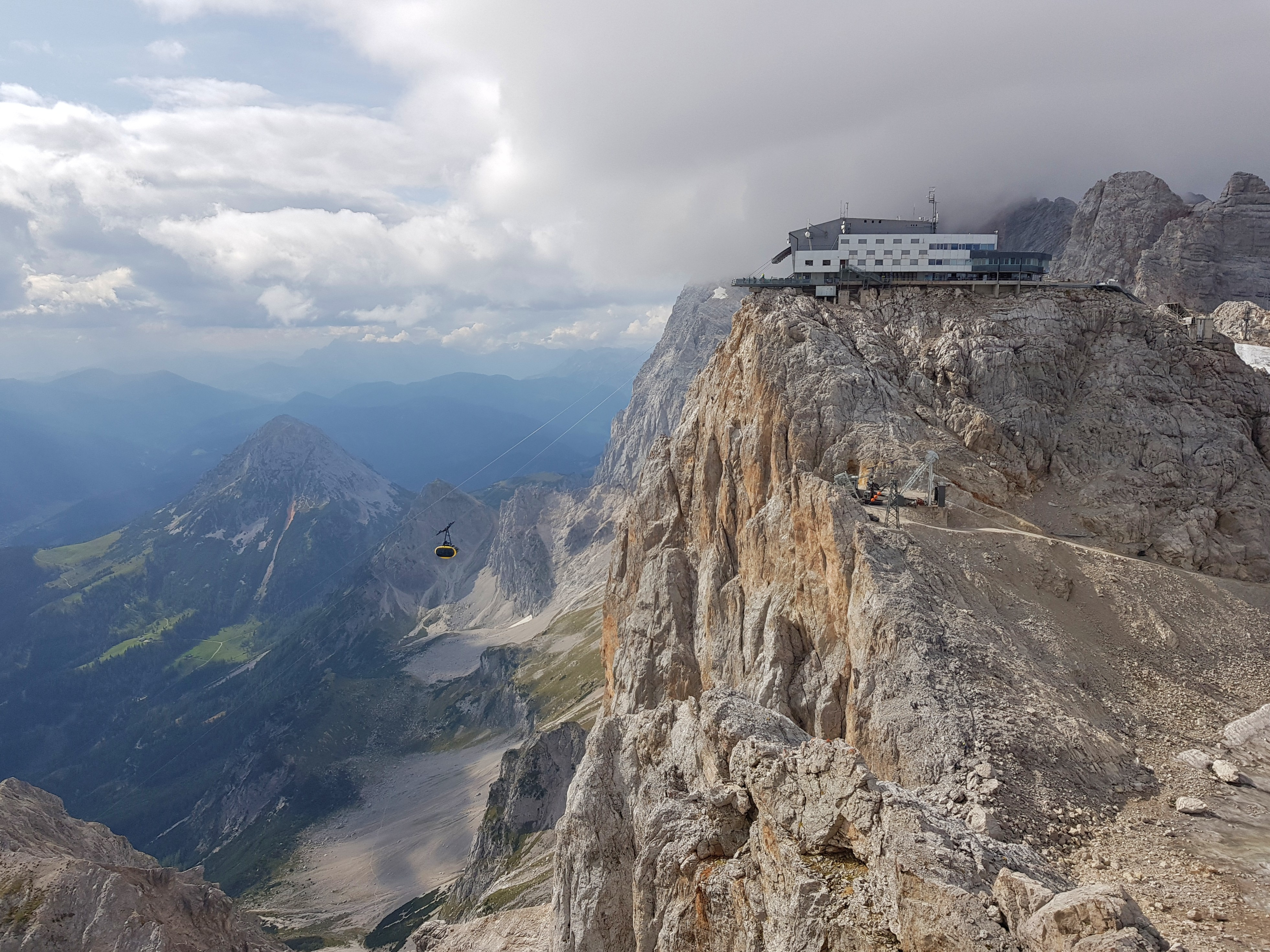
Die Dachstein-Südwandbahn auf den Hunerkogel

Winter- und Sommertourismus sind wichtige Wertschöpfungsquellen für die Wirtschaft in der Region, wobei der Sommertourismus der deutlich wichtigere Wirtschaftsfaktor ist. Der Tourismusverband Inneres Salzkammergut umfasst die Gemeinden Gosau, Bad Goisern am Hallstättersee, Hallstatt und Obertraun. Im Tourismusjahr 2019 verzeichnete der Tourismusverband rund 1,05 Millionen Nächtigungen und damit mehr als die Landeshauptstadt Linz mit rund 1,03 Millionen Nächtigungen. Hiervon entfielen 62 % auf das Sommerhalbjahr (Mai bis Oktober). Gosau verzeichnete im Tourismusjahr 2019 rund 399.000, die Gemeinde Obertraun 247.000 und Hallstatt 143.000 Nächtigungen. Der Anteil der ausländischen Gäste beträgt in der Regel 50 % bis 70 %. Eine besondere touristische Attraktion ist die Dachstein-Rieseneishöhle, die jährlich über 150.000 Besucher verzeichnet. Die Region wies in den Jahren 2009 bis 2019 insgesamt etwa gleich bleibende bis leicht steigende Nächtigungszahlen auf. Sehr schneereiche Winter wie etwa 2005/2006 schlugen sich in den Wintersportgebieten wie Gosau positiv zu Buche. Im Vergleich zu den touristisch intensiven Jahren 1994 bis 1999 sind die Gästezahlen der Tourismusregionen entlang der Kalkalpen allerdings deutlich zurückgegangen.
Mit der Errichtung der Aussichtsplattform Dachstein Skywalk am Hunerkogel und der 5 Fingers am Krippenstein wurde die touristische Erschließung der hochalpinen Region weiter intensiviert. 2007 wurden nahe der Bergstation der Südwandbahn Gänge und Kammern unter den Gletscher geschlagen und den Besuchern mit der Bezeichnung Eispalast zugänglich gemacht. In den Kammern werden Eiskunstwerke präsentiert.

### Bergbau
Im Salzberg bei Hallstatt befindet sich das Salzbergwerk Hallstatt. Es ist, neben dem Salzbergwerk Altaussee und dem Sondenfeld Bad Ischl, die dritte Salzgewinnungsstätte Österreichs und wird von der Salinen Austria AG betrieben. Jährlich werden etwa 840.000 m³ Sole gewonnen, die über die Soleleitung Hallstatt – Bad Ischl – Ebensee zur Saline nach Ebensee geleitet werden.

### Energiewirtschaft
Bedingt durch die geringe Anzahl an Oberflächengewässern und die niedrigen Höhen der Wasserquellen spielt die Stromerzeugung und -speicherung durch Wasserkraftwerke und Stauseen im Dachsteingebirge eine untergeordnete Rolle verglichen mit ähnlichen hohen Gebirgsgruppen in den Zentralen Ostalpen. Dennoch befinden sich dort an den größten Flüssen einige bedeutendere Anlagen. Die größte von ihnen ist die Kraftwerksgruppe Gosau der Energie AG am Gosaubach mit einem Regelarbeitsvermögen von 61 GWh/Jahr. Der Kraftwerksgruppe sowie den nachfolgenden Laufwasserkraftwerken an der Traun steht dabei der Vordere Gosausee (23 Mio. m³) als Jahresspeicher zur Verfügung. Ebenfalls als Jahresspeicher dient Salza-Stausee (11 Mio. m³) der Verbund AG am Salzabach, er wird von dem Speicherkraftwerk Salza (27 GWh/Jahr) und den nachfolgende Kraftwerken an der Enns genutzt. Wasserfassungen größerer Umleitungskraftwerke befinden sich am Waldbach (Kraftwerk Hallstatt, 22 GWh/Jahr) sowie am Zusammenfluss von Kalter und Warmer Mandling (Kraftwerk Mandling, 21 GWh/Jahr).

### Trinkwassernutzung
Das Dachsteingebirge zählt zu den größten und wasserreichsten Karstmassiven Österreichs. Die umliegenden Gemeinden beziehen ihr Trinkwasser zum Teil oder zur Gänze aus den offenen und verdeckten Karstquellen oder aus den karstwassergespeisten Grundwasserkörpern der angrenzenden Talungen. Zum Schutz und zur Erhaltung dieser bedeutenden Wasservorkommen wurde in Oberösterreich ein Teil des Dachsteinmassivs 2014 als Wasserschongebiet ausgewiesen. Hüttensiedlungen wie zum Beispiel auf dem Krippenstein sind über lange Abwasserleitungen ans Kanalsystem der jeweiligen Gemeinde angeschlossen.

## Siedlungen

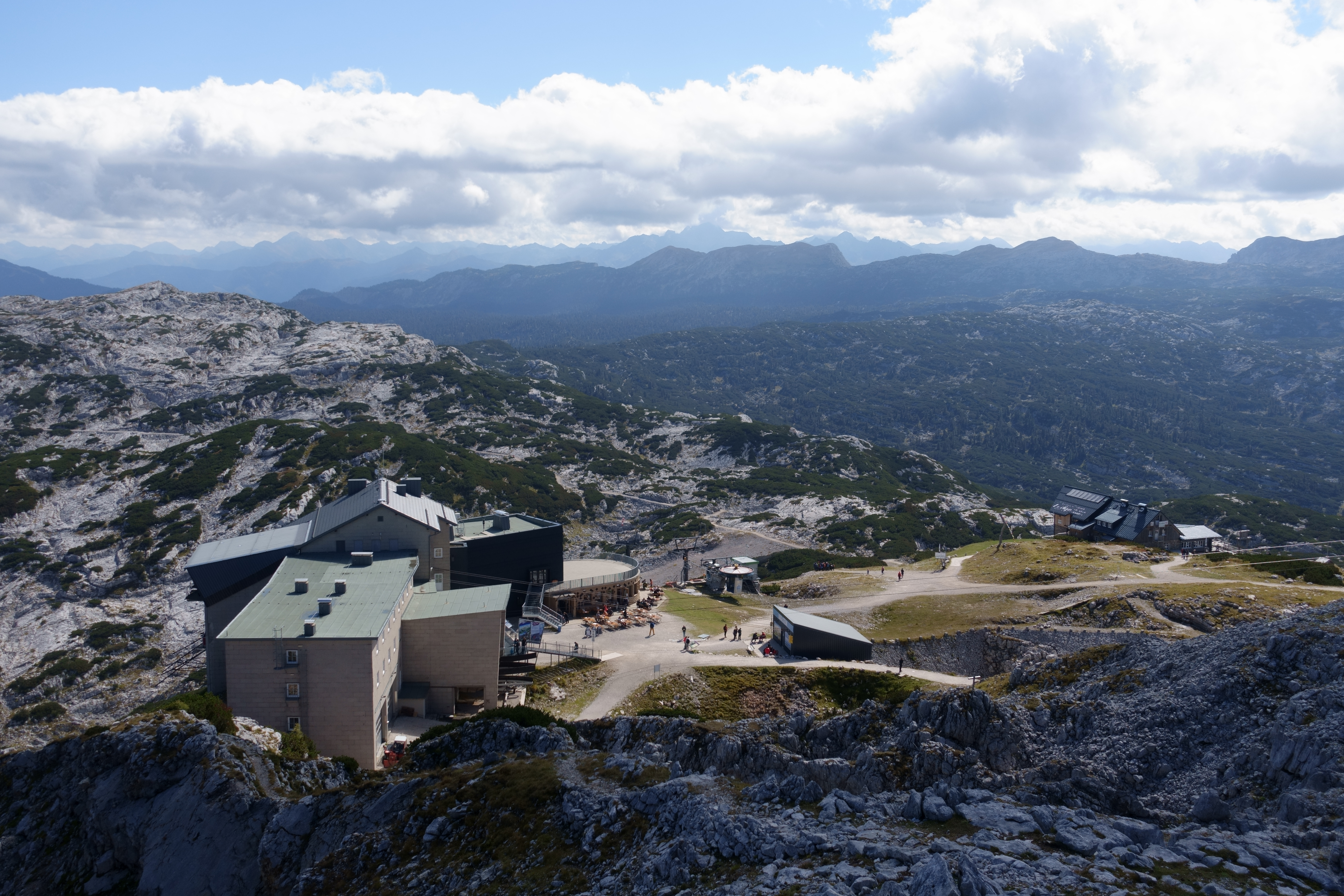
Das ehemalige Hotel am Krippenstein, rechts die Lodge

Die Hochlagen des Dachsteingebirge liegen großteils außerhalb des Dauersiedlungsraumes, die Besiedlung beschränkt sich daher auf wenige isolierte Berghöfe, Almen und Berghütten. In den Wintersportgebieten bilden Hütten, Hotels und andere Bauten eine Art moderne Streusiedlung im Hochgebirge. Am Oberfeld befand sich mit 5.237 ha der zweitgrößte Truppenübungsplatz des Bundesheeres. Der Truppenübungsplatz wurde von 1930 bis 2009 militärisch genutzt. 2013 wurde das Haus Oberfeld geschlossen.

## Namenskunde
Der Name „Dachstein“ ist eine direkte Wiedergabe der Aussprache, als deren Grundlage Dorstein zu erschließen ist, wobei doren eine Form von „donnern“ ist und r vor einem Konsonanten dialektal zu ch wird. Der gleiche Lautvorgang befindet sich auch beim Sarstein, der zwar noch mit r geschrieben, aber dialektal Sochtoan gesprochen wird und sich von mittelhochdeutschen schor(re) „schroffer Felsen“ herleitet. Der Name des Dachsteins nimmt also Bezug auf die um den Berggipfel sich sammelnden sommerlichen Hitzegewitter und hat nichts mit dem germanischen Donnergott Thor zu tun. Baiern, die in der zweiten Hälfte des 8. Jahrhunderts in den Bereich kamen, waren bereits Christen. Volksetymologisch ist auch die Interpretation als Dach, wobei es sich um den höchsten Berg im Umkreis als „Dach der Welt“ handelt.
Auf das Aussehen der Kalksteinwände bezieht sich der Krippenstein (von mittelhochdeutsch Gerippe) mit den im Umkreis gelegenen Örtlichkeiten Krippenau, Krippenbrunn und Krippeneck. Die Interpretation als Krippe ist ebenfalls volksetymologisch.
Landfriedstein, das Landfriedtal, die Obertrauner und die Ausseer Landfriedalm beziehen sich auf die alte Grenze zwischen dem Herzogtum Steiermark und dem kaiserlichen Salzkammergut. Heute verläuft entlang dieser Örtlichkeiten die Grenze zwischen den Bundesländern Steiermark und Oberösterreich.

## Geschichte

### Siedlungsgeschichte

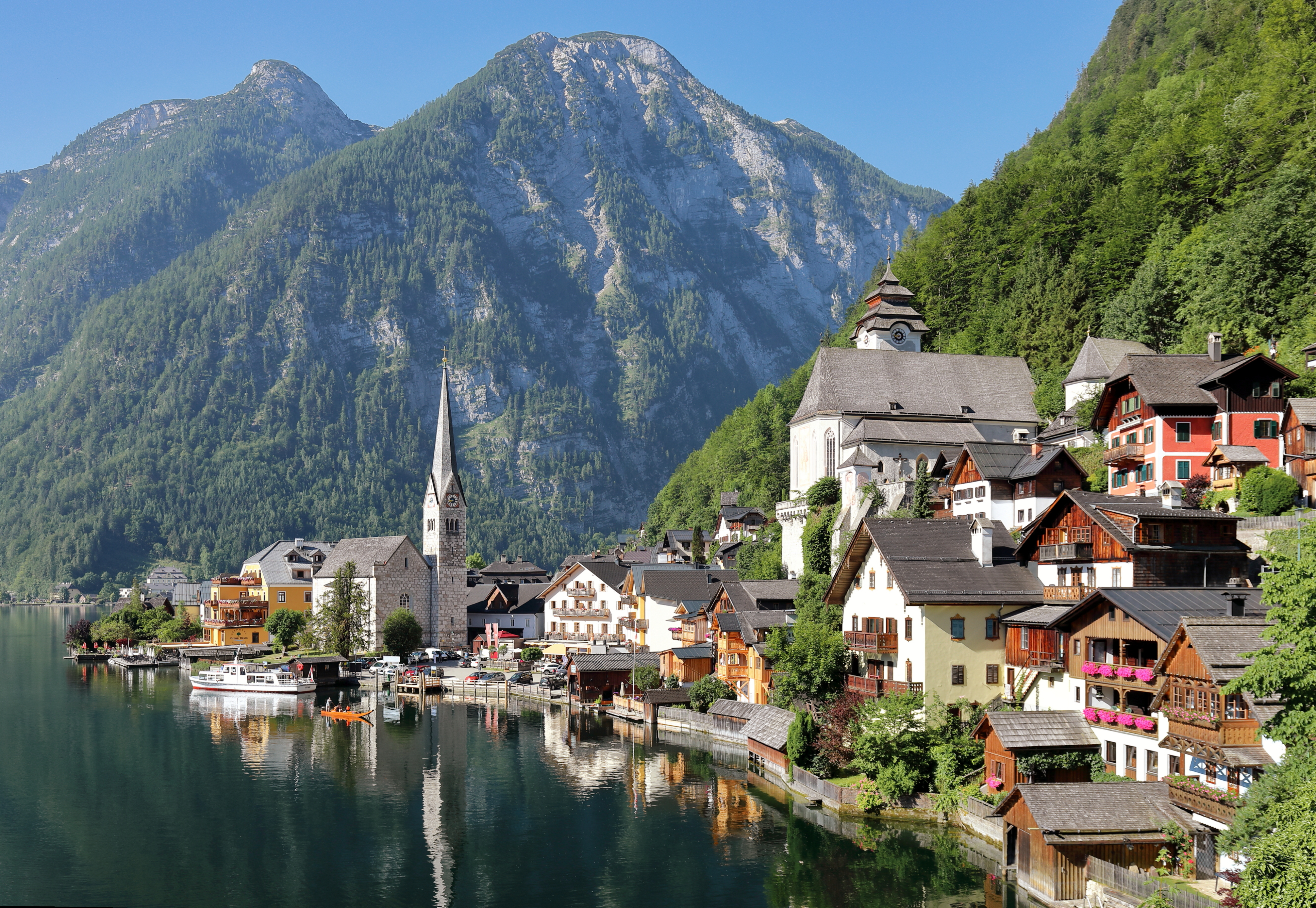
Hallstatt als Namensgeber für die Epoche der Hallstattzeit

Die Geschichte des Dachsteingebirges und des Inneren Salzkammerguts ist geprägt vom prähistorischen Salzbergbau in Hallstatt. Die erste Anwesenheit des Menschen ist durch einen Hirschgeweihpickel aus dem Salzberg-Hochtal, dessen Entstehung mittels der Radiokarbonmethode auf 5000 v. Chr. bestimmt wurde, belegt. Der erste Salzabbau im Hallstätter Salzberg lässt sich in der Bronzezeit um 1500 v. Chr. nachweisen. Am Dachsteingebirge wurde seit der Bronzezeit ebenfalls Almwirtschaft betrieben. Hüttenreste auf hochalpinen Weideplätzen bezeugen eine prähistorische Almwirtschaft von 1700 bis 1100 v. Chr. Die ältesten Siedlungsreste konnten mittels der Radiokarbonmethode auf 1685 v. Chr. datiert werden. Die Blütezeit dieser Almwirtschaft lag zwischen 1440 und 1260 v. Chr., was mit jener des bronzezeitlichen Salzbergbaues in Hallstatt zusammenfällt und auf einen Zusammenhang schließen lässt.
Aus einem Gräberfeld im Salzberg-Hochtal stammen einzigartige Funde aus der älteren Eisenzeit, die namensgebend für die Hallstattzeit sind. Aufgrund des hohen wissenschaftlichen Wertes und der einzigartigen Schönheit wurde das Dachsteingebirge zusammen mit dem Inneren Salzkammergut im Dezember 1997 als Nr. 806 Kulturlandschaft Hallstatt–Dachstein/Salzkammergut in die Liste des UNESCO-Welterbes aufgenommen.

### Heilbronner Dachsteinunglück
Das Heilbronner Dachsteinunglück war ein Ereignis im Jahr 1954, bei dem zehn Schüler und drei Lehrer aus Heilbronn in einem Schneesturm am Dachsteingebirge ums Leben kamen. Am Gründonnerstag, dem 15. April 1954, starteten zehn Schüler und drei Lehrer der Knabenmittelschule Heilbronn bei ungünstiger Wetterlage zu einer Tageswanderung rund um den Krippenstein. Nachdem die Gruppe am Abend nicht in ihre Unterkunft zurückgekehrt war, wurde noch in der Nacht eine Suchaktion gestartet. Erst am Osterdienstag fand man erste Spuren der Gruppe, am darauf folgenden Wochenende die ersten Toten und nach rund eineinhalb Monaten die letzten. Die Suchaktion war eine der größten der alpinen Geschichte mit über 400 Bergrettern, Alpin-Gendarmen und freiwilligen Helfern. Das Heilbronner Kreuz und die Krippensteinkapelle im Dachsteingebirge sowie ein Gedenkstein auf dem Heilbronner Hauptfriedhof erinnern an dieses Unglück.

## Das Dachsteingebirge in Kunst und Literatur

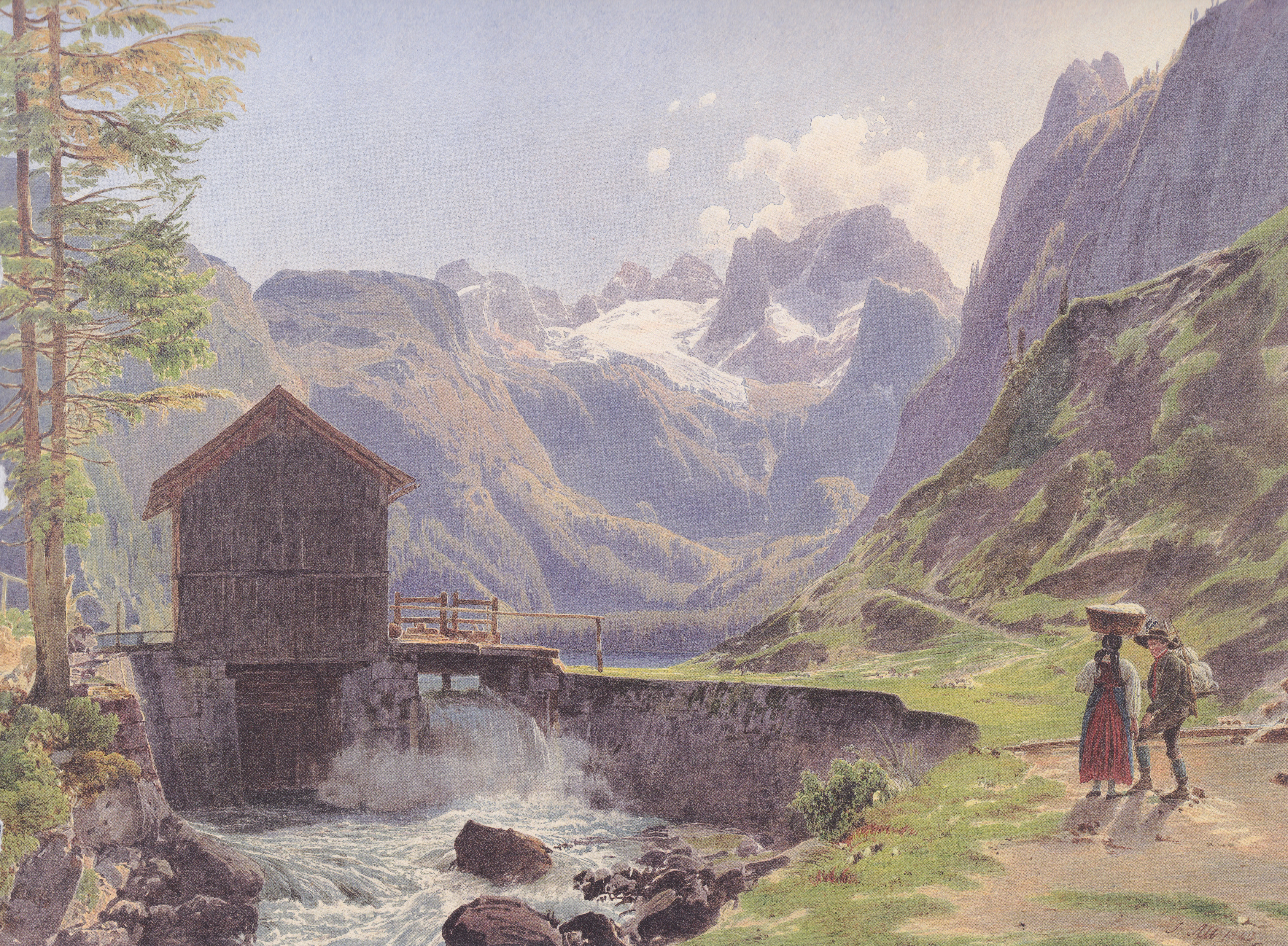
Rudolf von Alt: Der Dachstein im Salzkammergut vom Vorderen Gosausee, 1840

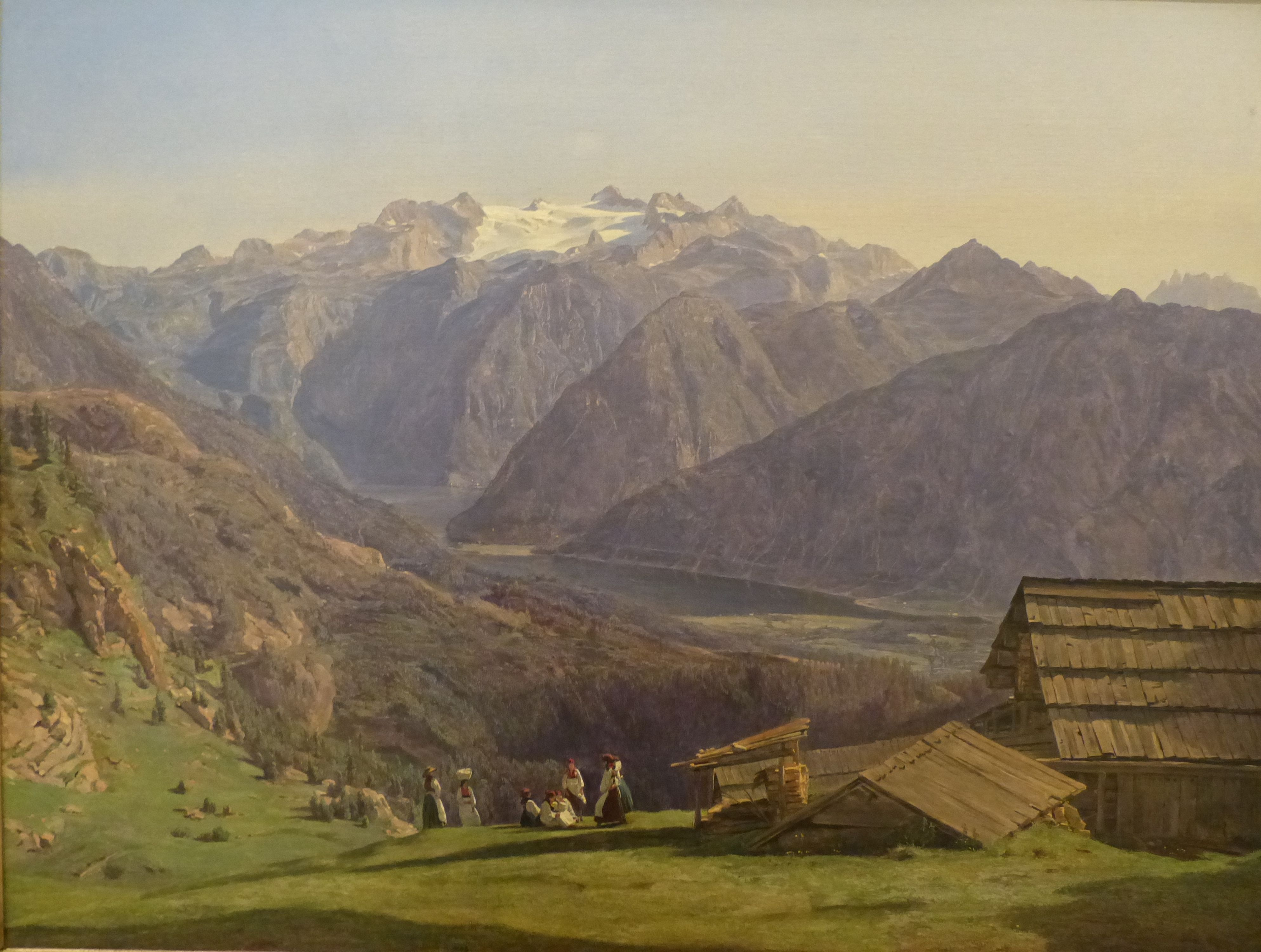
Ferdinand Georg Waldmüller: Ansicht des Dachsteins mit dem Hallstättersee von der Hütteneckalm bei Ischl, 1838

Aufgrund der Klimaverschlechterung im 17. Jahrhundert und dem damit verbundenen Gletschervorstoß musste die Almwirtschaft in den höheren Lagen aufgegeben werden. Dieser Umstand findet sich in der Sage Die Rache des Dachsteinkönigs wieder. In der Sage wird von einst blühenden Almen erzählt, die wegen Geiz, aber auch Verschwendungssucht der Sennerinnen unter dem Dachsteingletscher verschwunden sind.

„Dem Dachsteinkönig habt ihr Rast verwehrt –

so sei euch künftig Hab und Gut zerstört!

Der Schnee bedecke euch und Alm und Herden

und nie mehr soll’s hier oben aper werden!“

In der Biedermeierzeit kamen Landschaftsmaler in das Salzkammergut und an den Dachstein. Ferdinand Georg Waldmüller, Jakob Alt, Rudolf von Alt, Franz Steinfeld und Friedrich Gauermann schufen Werke, die das Dachsteingebirge und dessen Umgebung zeigen. Vor allem Ansichten des Echerntals und des Vorderen Gosausees mit dem Gosaugletscher waren beliebte Motive. Im Sommer 1845 unternahm Adalbert Stifter einen Ausflug nach Hallstatt um seinen Freund Friedrich Simony zu besuchen. Seinen Ausflug ins Echerntal und Simonys Aquarell einer Eishöhle im Hallstätter Gletscher verarbeitete er in seinem Werk Bergkristall.
In der steirischen Landeshymne, „Hoch vom Dachstein an“ (kurz: Dachsteinlied), wird in der geografischen Umschreibung der Steiermark von 1844 auf die höchste Erhebung des Bundeslandes Bezug genommen. Die Melodie stammt von Ludwig Carl Seydler, der Text von Jakob Dirnböck.

## Karten
- Alpenvereinskarte Blatt 14 (Dachsteingebirge), 1:25.000; Österreichischer Alpenverein 2012; ISBN 978-3-928777-27-8.
- Gerhard W. Mandl: Geologische Karte der Dachsteinregion 1:50.000. Hrsg.: Geologische Bundesanstalt und Umweltbundesamt. Wien 1998 (geologie.ac.at [abgerufen am 27. November 2019]).